# Slag bij Waterloo

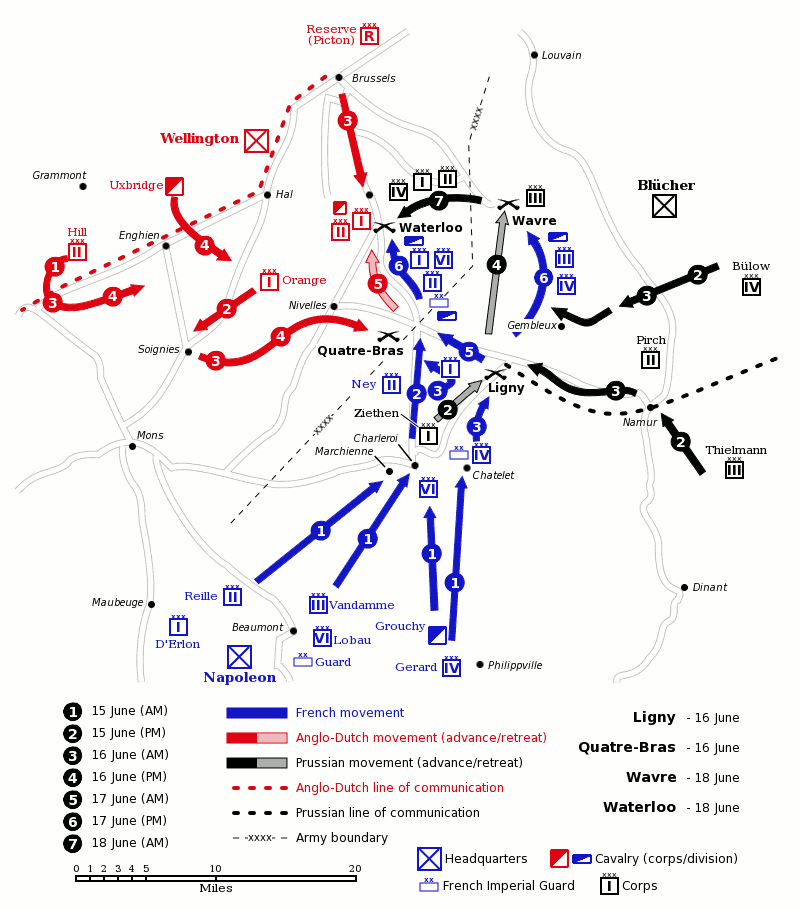
Kaart van de campagne

De Slag bij Waterloo was een veldslag op zondag 18 juni 1815 te Mont-Saint-Jean, 5 km ten zuiden van Waterloo, een plaatsje net ten zuiden van Brussel, destijds gelegen in Nederland, tegenwoordig in België. Napoleon Bonaparte werd hier definitief verslagen door een coalitie van enerzijds Britse, Nederlandse en Hannoverse eenheden onder opperbevel van Wellington en anderzijds een Pruisisch leger onder commando van maarschalk von Blücher. De slag werd genoemd naar de plaats waar Arthur Wellesley, de geallieerde commandant zijn hoofdkwartier had, het huidige Wellingtonmuseum.

## Geschiedenis
Na in 1814 verbannen te zijn naar Elba, keerde Napoleon in maart 1815 naar Frankrijk terug. Hij installeerde zich daar opnieuw als keizer van Frankrijk. Zijn oude vijanden vormden de Zevende Coalitie om hem weer te verjagen. Engeland en Pruisen trokken grote legers samen in de zuidelijke Nederlanden om Frankrijk op 1 juli 1815 binnen te vallen. Napoleon besloot ze voor te zijn en trok op 14 juni de grens van het Verenigd Koninkrijk der Nederlanden over bij Charleroi. Hij hoopte de legers van Wellington en Blücher uiteen te drijven om ze apart te kunnen vernietigen.
Zijn linkervleugel werd op 16 juni door de Nederlanders opgehouden in de Slag bij Quatre-Bras. Met zijn rechtervleugel bracht hij de Pruisen dezelfde dag een nederlaag toe in de Slag bij Ligny. Deze trokken zich naar het noorden terug om Wellington te blijven bijstaan. Napoleon achtervolgde het Brits-Nederlandse leger op 17 juni met zijn hoofdmacht en liet de Pruisen volgen door maarschalk Emmanuel de Grouchy. Wellington nam een verdedigende positie in op een heuvelrug ten zuiden van Waterloo in de hoop dat de Pruisen hem op tijd te hulp zouden schieten.
Na vertraagd te zijn door hevige regenval, opende Napoleon op 18 juni tegen het middaguur de aanval. Een grote massa Franse infanterie viel de geallieerde linkervleugel aan en dreigde door te breken. Een flankaanval van Britse zware cavalerie dreef ze echter op de vlucht. Op dat moment arriveerden uit het oosten de eerste Pruisen, die Grouchy ontglipt waren. Grouchy kon zich niet meer op tijd bij de Franse hoofdmacht voegen die daardoor zwaar in de minderheid raakte. Napoleon liet zijn voornaamste infanteriereserve tegen de Pruisen opstellen. De Franse cavalerie moest alsnog de Britten verslaan. Die stelden zich echter op in verdedigende vierkanten en bezweken uiteindelijk niet onder de herhaalde charges. Napoleon beval zijn laatste reserves van de keizerlijke garde op te rukken in een wanhopige poging het tij te keren maar die werden verslagen door Nederlandse reserves. De Franse rechterflank bezweek onder de groeiende Pruisische overmacht en het Franse leger sloeg op de vlucht.
Wellington verloor ongeveer vijftienduizend man (dood of gewond), Blücher zo'n zevenduizend. Napoleon verloor ruwweg vijfentwintigduizend man, plus duizenden gevangenen. Verder deserteerden grote aantallen Fransen na de slag.
Napoleon werd in Parijs gedwongen afstand te doen van de troon. De Britten verbanden hem naar Sint-Helena. 

## Voorspel
In 1814 was Napoleon Bonaparte na een reeks nederlagen, waaronder de Slag bij Leipzig gevolgd door een verloren campagne in Frankrijk, naar het eiland Elba verbannen. Daar volgde hij met interesse de politieke strijd die in Wenen over de verdeling van Europa was losgebarsten en de groeiende ontevredenheid onder de Franse bevolking over het herstel van het koninkrijk aldaar. Hij kreeg het idee dat zijn keizerschap nog niet verloren was en toen hem in februari 1815 ten ore kwam dat Fouché een staatsgreep wilde plegen, besloot Napoleon hem voor te zijn. Op 26 februari 1815 ontsnapte hij van Elba en arriveerde op 1 maart met een legertje van achthonderd man in het Franse havenstadje Golfe-Juan, alvorens hij richting Parijs trok. De commandant van het Franse leger, maarschalk Ney, werd door de nieuwe Franse koning Lodewijk XVIII zuidwaarts gestuurd om Napoleon tegen te houden, maar Ney liep met zijn hele leger naar Napoleon over. Op 20 maart zetelde Napoleon weer in zijn keizerlijk paleis en was Lodewijk XVIII gevlucht naar Gent.
Na de verbanning van Napoleon naar het eiland Elba hadden de geallieerden hun legers uit Frankrijk teruggetrokken. In de zuidelijke Nederlanden waren nog vijftien bataljons Britse troepen aanwezig om de grens met Frankrijk te bewaken. Napoleon bood de andere Europese grote mogendheden vrede aan in ruil voor een berusten in zijn heerschappij over Frankrijk maar die hadden geen enkel vertrouwen in zulke beloften. Ontzet over zijn onverwachts machtsherstel besloot men zich voorgoed van hem te ontdoen. Op het Weense Congres werd Napoleon op 13 maart 1815 vogelvrij verklaard. Engeland, Pruisen, Oostenrijk en Rusland zegden ieder 50 000 man toe om hem weer te verdrijven, maar de plannen voor de samen te stellen legers waren in feite ambitieuzer. Oostenrijk viel Italië binnen en versloeg Murat, de koning van Napels. Tegelijkertijd begon het een leger van een kwart miljoen man in Zuid-Duitsland op te bouwen. Rusland zond een expeditieleger uit van 168 000 man. Het zou echter enkele maanden duren voordat zulke grote legers gemobiliseerd en verplaatst konden worden. Van Oostenrijk en Rusland viel voor juli geen bijdrage in de strijd op Frans grondgebied te verwachten.
Britse, Nederlandse, Hannoverse, Brunswijkse en Nassauer troepen werden geconcentreerd in het zuiden van het (op 16 maart 1815 uitgeroepen) Verenigd Koninkrijk der Nederlanden, dat het huidige Nederland, België en Luxemburg omvatte. Tegelijkertijd werden vier Pruisische legerkorpsen, tezamen het Leger van de Nederrijn vormend, van 30 maart af opgebouwd bij Luik, Huy, Namen en Charleroi, met Von Blücher als commandant. De Hertog van Wellington, die voor het Verenigd Koninkrijk de onderhandelingen had gevoerd op het Congres van Wenen en op 5 april in Brussel aankwam, kreeg het opperbevel van de geallieerde troepen ter plaatse.
Een Nederlands voorstel om Frankrijk preventief binnen te vallen werd afgewezen. Op 3 mei kwamen Wellington en Blücher tijdens een bijeenkomst te Tienen overeen operationeel samen te werken maar hun troepen zo op te stellen dat Napoleon eerder zou denken dat de Pruisen op de Russen zouden blijven wachten.

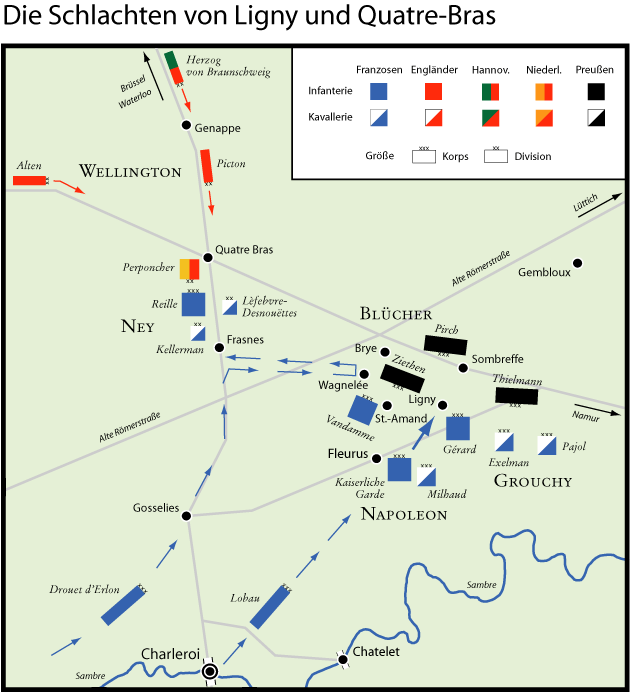
De slagen bij Quatre-Bras en Ligny

Napoleon besloot, ondanks een groot gebrek aan paarden en geld, niet passief af te wachten tot Frankrijk zou worden aangevallen door een overmacht aan geallieerde troepen. Hij wilde zo snel mogelijk, voor de andere staten in Europa klaar waren om Frankrijk binnen te vallen, zelf tot het offensief overgaan. Hij mobiliseerde in twee maanden tijd een leger van een kwart miljoen manschappen en trok met de helft daarvan naar de Frans-Nederlandse grens. Zo liet hij wel de rest van Frankrijk zo goed als onbeschermd, maar hij hoopte dat hij met een aantal snelle overwinningen de Europese mogendheden tot onderhandelingen zou kunnen brengen. Daarbij verwachtte hij dat, aangezien hij nog steeds getrouwd was met de Oostenrijkse prinses Marie-Louise, Oostenrijk in ieder geval tot onderhandelingen bereid zou zijn, of zich —zoals initieel in 1813,— neutraal zou willen verklaren.
Op 14 juni stak hij de grens, die toen overigens alhier een stuk noordelijker lag dan de huidige Belgisch-Franse grens, onverwachts over bij Charleroi. Hij had dit punt gekozen omdat het tussen het Pruisische leger, onder Blücher, in het oosten en het Brits-Nederlandse leger, onder van Wellington, in het westen lag. Hij hoopte door een snelle opmars te kunnen verhinderen dat die zich zouden verenigen tot een strijdmacht die groter was dan de zijne. Hij wilde ze ieder afzonderlijk verslaan. De opzet van Napoleon lukte maar zeer onvolkomen; hij zou niet de ruimte krijgen om zijn volledige strijdmacht tegen een van de vijandelijke legers te ontplooien. Dat kwam vooral doordat zijn hoop niet uitkwam dat Wellington onmiddellijk naar Antwerpen zou terugtrekken en de Pruisen naar Luik. In dat geval had Napoleon zijn aandacht vooral op het Britse leger willen richten om dat te vernietigen, voordat het zich in een haven kon verschansen.
Tijdens een ontmoeting te Bussy op 16 juni zegde Wellington toe om de Pruisen bij te staan, waarop Blücher besloot met drie legerkorpsen slag te leveren, ten westen van Namen. Napoleon viel de Pruisen op zijn rechterflank aan, maar liet ook een grote observatiemacht oprukken om zijn linkerflank te dekken.
Aan de Slag bij Waterloo gingen op 16 juni twee andere veldslagen vooraf. De hoofdmacht van Napoleon stuitte op het Pruisische leger van Blücher, en dwong dat in de Slag bij Ligny tot de terugtocht. Blüchers stafchef von Gneisenau hield zijn strijdmacht echter intact en liet deze naar het noorden terugvallen. Op deze manier kon hij steun blijven leveren aan het Brits-Nederlandse leger en zich verenigen met Pruisische versterkingen.
Wellington beval de Brits-Nederlandse voorhoede, onder commando van prins Willem terug te vallen naar Nijvel. De divisie-commandanten van de prins besloten eigenmachtig het knooppunt van Quatre-Bras te blijven bezetten om de Fransen zo min mogelijk ruimte te bieden. Daardoor kwamen Willems Brits-Nederlandse troepen in de Slag bij Quatre-Bras tegenover een grote Franse overmacht te staan. Maarschalk Ney (die pas op 15 mei het bevel over de Franse linkervleugel gekregen had) rukte omzichtig op. Dit gaf Wellington, die op de 15e te Brussel nog erg verrast was door Napoleons snelle opmars, de tijd om Willem te versterken met delen van de hoofdmacht van zijn leger, tot in totaal zo'n 36 000 man. Ney liep hierdoor vast en kon Napoleon niet bijstaan in zijn poging het Pruisische leger volledig te vernietigen.
Toen Wellington het bericht kreeg van de nederlaag van de Pruisen, besloot hij in noordelijke richting een beter verdedigbare positie op te zoeken bij Waterloo, zich meteen met de rest van zijn hoofdmacht verenigend.

### Wellington en Blücher

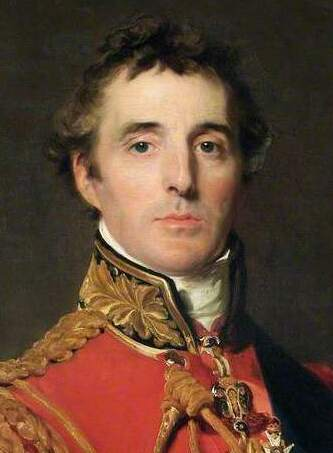
De Hertog van Wellington in 1814

Napoleon besloot nu alsnog het zwaartepunt naar zijn linkerflank te verleggen en Wellington aan te vallen. Opnieuw moest hij een grote dekkingsmacht apart houden, dit keer tegen de Pruisen. Hij beval maarschalk Emmanuel de Grouchy het terugtrekkende Pruisische leger te achtervolgen met een legermacht van 35 000 man, het Franse IIIe en IVe Korps. Daarbij nam hij echter aan dat de Pruisen zich in noordoostelijke richting terugtrokken, richting Luik. Zo kwam de beweging van Grouchy in feite uit op de oostelijke flank van het Pruisische leger en slaagden de Fransen er niet in te voorkomen dat Blücher zijn leger hergroepeerde, westelijk trok richting Wellington, en uiteindelijk de geallieerde legers verenigde. Daarentegen raakten de Fransen zelf onderling gescheiden: Grouchy zou niet meer op tijd Napoleon bereiken. Dit ook omdat zijn opmars erg traag was: op 17 juni legde Grouchy slechts zestien kilometer af en kwam niet verder dan Gembloers. 

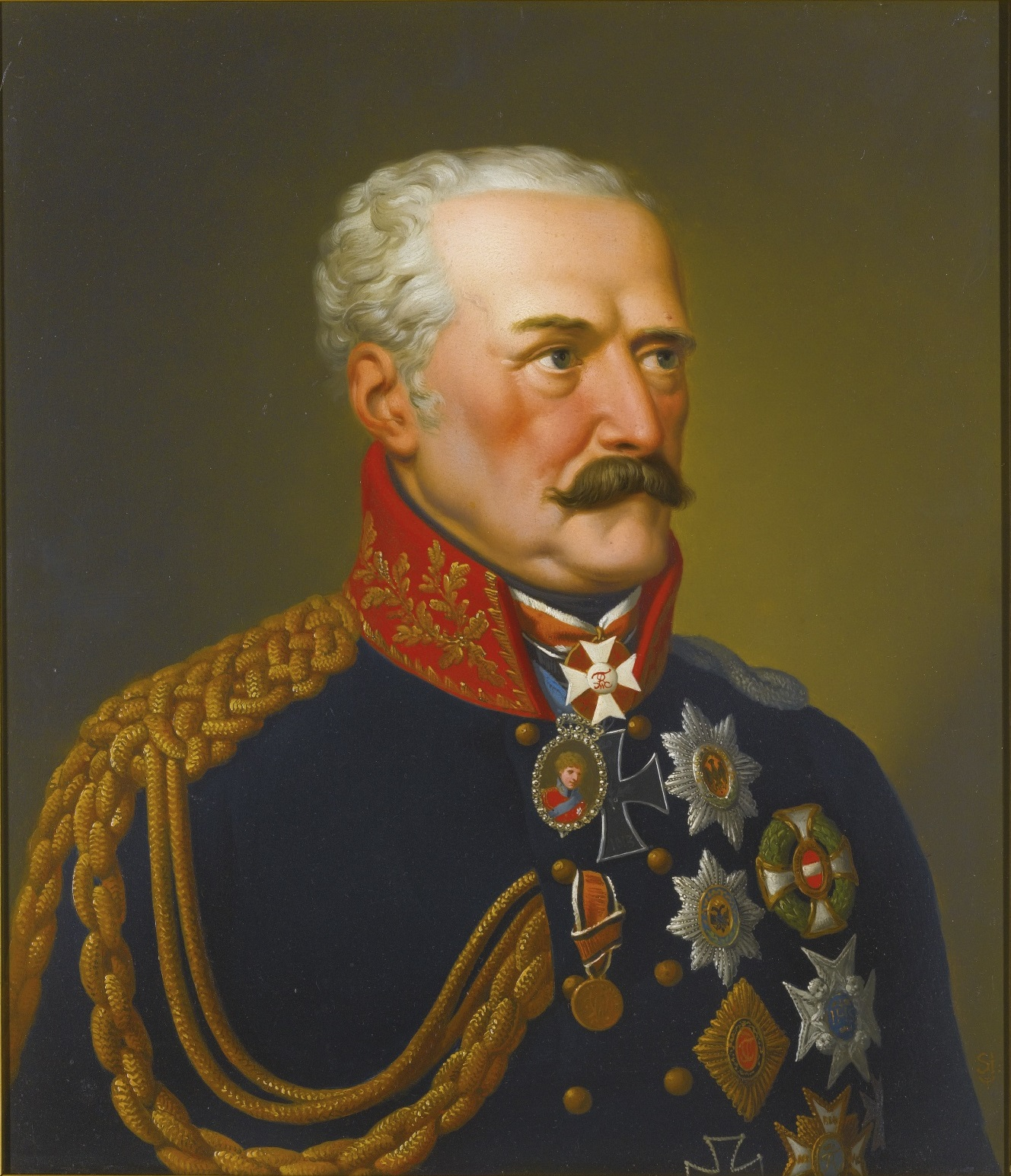
Blücher

Op zaterdag 17 juni regende het vrijwel voortdurend. Wellington vond dat door de Pruisische nederlaag bij Ligny de positie bij Quatre-Bras onhoudbaar geworden. Hij liet het geallieerde leger zich terugtrekken, en verzamelde het achter een natuurlijke glooiing, het plateau van Mont-Saint-Jean, ten zuiden van Waterloo. Al in de campagne van 1814 was Wellington deze positie opgevallen en had hij gezien dat ze de verdediging voordelen bood; eerder in 1815 had hij dan ook een kaart van het terrein laten vervaardigen. Hij vestigde zijn hoofdkwartier in Waterloo, de reden dat men later van de "Slag bij Waterloo" zou spreken. In de avond van 17 juni vernam Wellington per brief dat Blücher zich richting Waver had teruggetrokken en op 18 juni de rechterflank van het Franse leger met zijn hele strijdmacht zou aanvallen. Het was dus zaak om de Franse aanval zo lang mogelijk te weerstaan, totdat de Pruisen zich bij hem zouden voegen.
Wellington meende dat zonder Pruisische hulp een succesvolle verdediging onwaarschijnlijk was. Hij had weinig vertrouwen in het Nederlandse leger, dat bestond uit dienstplichtigen en veteranen die tot voor kort nog in het Franse leger hadden gediend. Van zijn eigen Britse troepen bestonden alleen het King's German Legion en de Brunswijkers uit de veteranen van zijn befaamde Spaanse campagnes. De rest van deze veteranen waren tegen de VS uitgestuurd in het kader van de Oorlog van 1812 of afgedankt. Het merendeel van de Britse troepen bestond uit recent geformeerde eenheden uit Engeland. Van de dertig Britse infanteriebataljons hadden er twaalf weinig tot geen gevechtservaring en de overige waren op sterkte gebracht door het rekruteren van militietroepen. Bij elkaar was het volgens hem "welbeschouwd maar een roemloos leger".
Wellington stelde zijn leger op langs de weg van Eigenbrakel naar Ohain en wachtte daar de vijand op. In het front en op de flanken van deze lijn waren vier vooruitgeschoven versterkte posities, te weten (van oost naar west) Papelotte, La Haye Sainte, Hougoumont en Eigenbrakel; deze posities moesten een Franse aanval verstoren en een omtrekkende beweging voorkomen. Hij maakte zijn rechterflank het sterkst en wees er de meeste van zijn 156 stuks geschut aan toe. Dit wellicht uit vrees dat Napoleon zijn mogelijke ontsnappingsroutes naar de kust zou afsnijden. Met datzelfde motief plaatste hij nog westelijker een sterke reserve van 17 000 man bij Halle, voornamelijk bestaande uit Nederlandse troepen. Zijn leger bij Mont-Saint-Jean bestond uit ongeveer 25 000 man aan Britten, 6 000 man van het King's German Legion, 17 000 man uit het Verenigd Koninkrijk der Nederlanden (waaronder een vierduizend "Belgen"), 11 000 man uit Hannover, 6 000 man uit Brunswijk en 3 000 man uit het Hertogdom Nassau (opgeteld 68 000 man).
Napoleon was vol vertrouwen dat hij Wellington kon verslaan. Niet alleen had hij, zelfs zonder Grouchy, een licht numeriek overwicht (73 000 man) maar zijn troepen hadden gemiddeld veel meer ervaring en zijn veteranen waren uiterst gemotiveerd. Door de terugkeer van Napoleon hadden deze hun oude bevoorrechte positie in de samenleving herwonnen: bij een nederlaag dreigde hun maatschappelijke ondergang. Napoleon had kort na zijn aantreden in 1815 weinig nieuwe dienstplichtige rekruten opgeroepen, bang om zich meteen impopulair te maken bij de Franse bevolking. Toch was zijn strijdmacht veel minder goed toegerust als in de tijd van zijn grote overwinningen. Niet alleen waren, in 1812, de meest geharde troepen in Rusland omgekomen, maar men had genoegen moeten nemen met paarden van lage kwaliteit. Ook bewapening en kleding voldeden niet aan de eigen voorschriften.
Op 17 juni trok Napoleon eerst heel omzichtig naar het westen, na uitgebreid het slagveld van Ligny nog eens bezichtigd te hebben. Hij wist niet precies wat Wellingtons positie was doordat Ney geen gevechtscontact gehouden had met het geallieerde leger. Rond één uur kwam hij er, tot zijn teleurstelling, achter dat Quatre-Bras helemaal door de Britten ontruimd was. Hij gaf toen zijn cavalerie de opdracht de lange terugtrekkende colonne van de vijandelijke strijdmacht, die zich over de brug bij Genepiën (Genappe) heen moest persen, in de oostelijke flank aan te vallen. De Britse cavalerie dekte echter effectief de aftocht.
In de middag barstte rond drie uur een hevig onweer los dat de opmars van het Franse leger vertraagde. Het was op de 15e en 16e erg warm weer geweest en nu werd de hete lucht verdreven door een koudefront. Daarbij vormde zich vermoedelijk een supercel. De rest van de dag werden de troepen gegeseld door zware stortbuien en valwinden.
In de late avond stuitte de Franse voorhoede op de Britse posities bij Mont-Saint-Jean. Het kwam tot een schermutseling. Napoleon, die aannam dat het om een klein achterhoedegevecht ging om de terugtocht te dekken, beval in het duister wat kanonnen af te vuren teneinde een beeld te krijgen van de vijandelijke sterkte. Tot zijn verbazing ontvlamde over de hele horizon geallieerd tegenvuur: hij stond tegenover een vijf kilometer breed slagfront. Hij kon dat niet anders verklaren dan als een noodgreep van Wellington, kennelijk om te voorkomen dat de troepen onder de voet werden gelopen. In eerste instantie wilde Napoleon dit uitbuiten door de geallieerden in een nachtaanval te overrompelen, maar zijn stafofficieren stonden erop zijn doorweekte troepen te voeden en te laten rusten. Met grote tegenzin gaf Napoleon hieraan toe, vrezend dat Wellington in de nacht weg zou glippen. "Als dat leger er morgenochtend nog is, dan heb ik ze!" stelde hij, verwachtend de geallieerden te kunnen verpletteren tegen het Zoniënwoud, omdat dit als ondoordringbaar beschouwd werd voor een opmars in breed front. Overigens leidde het vuurcontact ertoe dat er paniek uitbrak in de geallieerde legertros waarvan delen naar Brussel vluchtten, inclusief alle (Nederlandse) batterijen twaalfponders waarover Wellington beschikte.
Napoleon zette zijn hoofdkwartier op in de boerderij Le Caillou in het gehucht Les Flamandes, een mijl ten zuiden van de herberg La Belle Alliance. Rond twee uur bereikte hem daar een bericht van Grouchy, die door middel van verkenningen een beeld had proberen te vormen van de Pruisische bewegingen. Deze rapporteerde dat een grote massa soldaten wanordelijk richting Luik trok; Grouchy nam aan dat het Blüchers verslagen hoofdmacht betrof (in feite ging het om achtduizend Rijnlanders die na Ligny gedeserteerd waren). In de omgeving van Waver zag hij wel een opbouw van Pruisische troepen. Volgens Grouchy moest het hier gaan om het nog niet ingezette korps dat kennelijk van plan was de Fransen uit het oosten aan te vallen, wellicht ten noorden van Brussel. Hij kondigde aan naar het noorden af te buigen om dit korps bij Waver te onderscheppen.
Napoleon werd hierdoor gerustgesteld: het Pruisische leger was verdeeld en met het restant dat nog gevaar zou kunnen opleveren zou Grouchy afrekenen. Hij keurde de opmars naar Waver goed: Grouchy moest zich zo weer naar de Franse hoofdmacht toe bewegen, er zich wel van verzekerend dat Pruisen en Britten zich niet konden verenigen.

## Strijdverloop

### Napoleon kiest voor een frontale aanval
De nacht van zaterdag 17 op zondag 18 juni regende het nog altijd. De lössachtige bodem was veranderd in bruine modder. Pas in de loop van de ochtend brak de zon door en begon de grond op te drogen. Napoleon had, na een korte slaap, rond 04:30 een algemene aanval om 09:00 bevolen maar op dat tijdstip moesten over de weg van Genappe nog 44 000 man en 169 kanonnen arriveren.
Hij gebruikte het oponthoud om ontbijtend in Le Caillou met zijn staf een strategie te bepalen. Officieren die in Spanje tegen Wellington hadden gestreden, rieden met klem af een frontale aanval tegen de Britse troepen uit te voeren. Beter was het om het geallieerde leger uit positie te brengen door een van de flanken te omtrekken. Napoleon wilde daar echter niet van horen en zei: "Omdat jullie van hem verloren hebben, denken jullie dat Wellington een goed generaal is. En ik zeg jullie dat Wellington een slecht generaal is, dat de Engelsen slechte troepen zijn en dat we er korte metten mee maken" (Et moi je vous dis que Wellington est un mauvais général, que les Anglais sont de mauvaises troupes et que ce sera l'affaire d'un déjeuner). Hij had geen hoge dunk van Wellington, die hij spottend een 'Sepoy-generaal' noemde, wegens diens carrière in India. Napoleon was in het algemeen afkerig van omtrekkende bewegingen tijdens de slag zelf. Hij had te vaak zulke manoeuvres van de vijand door een tegenstoot een catastrofale afloop gegeven om niet te beseffen hoe gevaarlijk die waren.
In dit geval was er ook weinig ruimte voor een flankbeweging en in de tijd dat het Franse leger moeizaam door de modder zijwaarts trok, kon Wellington alweer naar het noorden ontsnapt zijn. Napoleon besloot daarom een geconcentreerde aanval uit te voeren om snel achter de rug van het Britse centrum de straatweg naar Brussel te bereiken. Hij verwachtte dat het afsnijden van die route tot een ineenstorting van het geallieerde leger zou leiden. Een probleem bleef het gebrek aan kennis over plaatselijke topografie: Napoleon beschikte niet over een gedetailleerde kaart. Daarom werd kroegbaas Jean-Baptiste Decoster met de handen gebonden op een paard gezet zodat hij als vraagbaak kon dienen als Napoleon zich over enig punt aangaande de terreinsgesteldheid wilde informeren.

### Inleidende aanval op Hougoumont

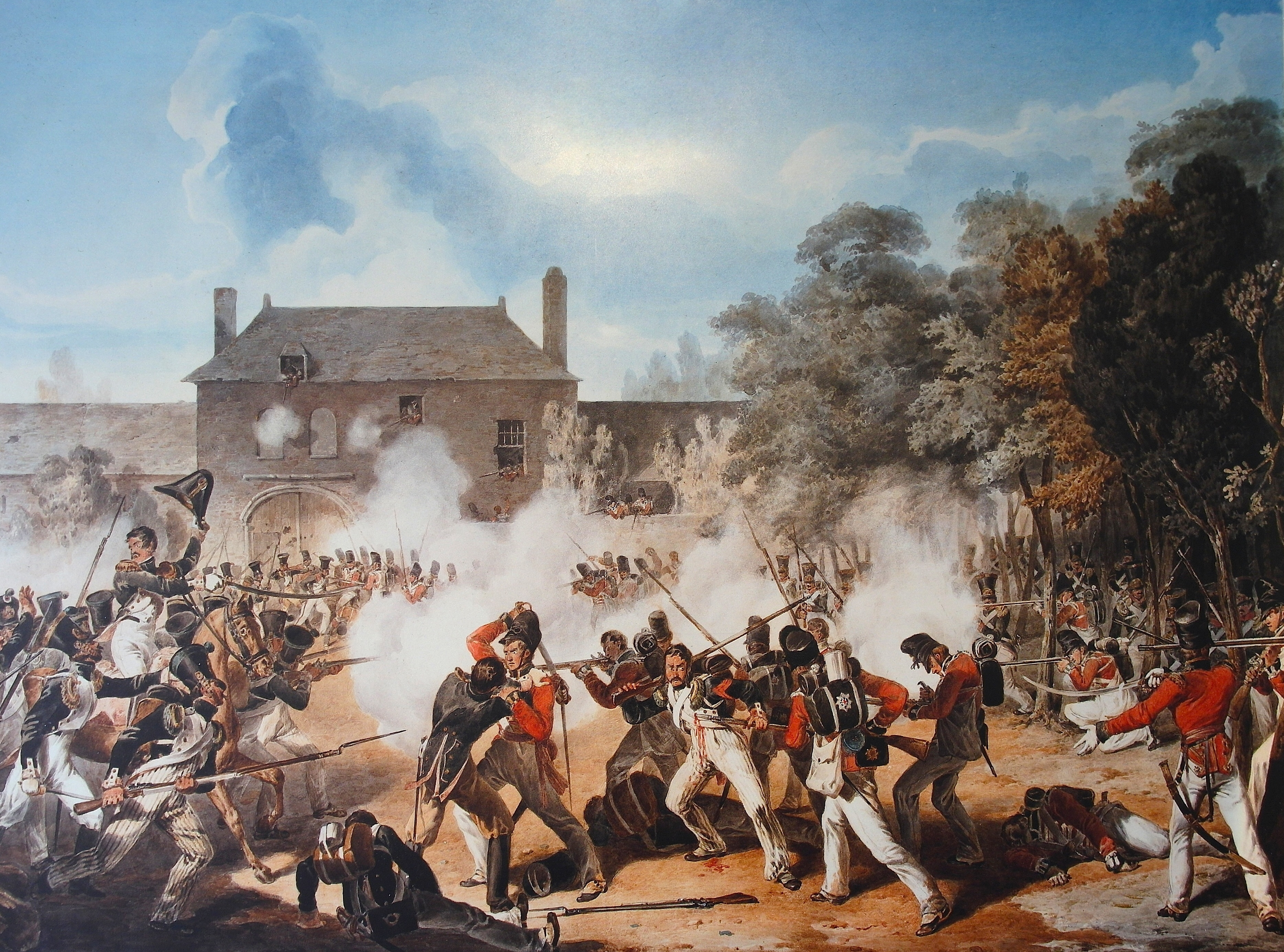
Om Hougoumont werd vele uren zwaar gevochten

De aankomende eenheden werden, begeleid door militaire bands, met de al aanwezige troepen in een fraaie slagorde opgesteld en door Napoleon geïnspecteerd. Zoiets had hij vlak voor het gevecht nooit eerder gedaan; misschien wilde hij zo het moreel van de natte, modderige, vermoeide en hongerige troepen opkrikken. In ieder geval vonden de geallieerde soldaten het heel imposant. Pas om elf uur kon het sein tot de opmars gegeven worden. Ook toen was het echter nog te nat om artillerie snel te kunnen verslepen en er was voor een grote aanval voorlopig te weinig vuursteun. Daarbij was de 4e Divisie nog niet binnen. Op het laatste nippertje werd daarom het aanvalsplan omgegooid: oorspronkelijk was het de bedoeling geweest om met het Ie Korps en vlak daarachter het VIe Korps over rechts op te rukken, terwijl het IIe Korps op links gelijke hoogte moest houden.
In plaats daarvan kreeg Napoleons broer en commandant van de 6e Divisie, Jérôme Bonaparte, opdracht om als inleidende aanval de kasteelhoeve Hougoumont, gelegen vóór de geallieerde rechterflank, in te nemen. Hougoumont is een groot complex rond een binnenplaats, indertijd omringd door een bos, grachten, dichte hagen en een boomgaard. Het was goed te verdedigen en werd door Wellington speciaal versterkt met Nassauers om de Franse opmars te breken. De inleidende aanval op Hougoumont is wel gezien als een bewuste afleidingsmanoeuvre voor de latere centrale hoofdaanval. Er zijn echter geen bevelen van Napoleon met die strekking bekend en vermoedelijk ging het om een zich min of meer toevallig escalerende strijd waarin de Fransen zich steeds verder lieten verwikkelen. Hougoumont moest toch ingenomen worden, wilde het IIe Korps tijdig de geallieerde hoofdlinie kunnen aanvallen en was snel van La Belle Alliance uit te bereiken over een heuvelruggetje. Op bevel van Jérôme werden meer en meer Franse troepen tegen Hougoumont ingezet.
Een eerste aanval door een brigade werd bloedig afgeslagen. Rond 11:20 loste Brits geschut vermoedelijk het eerste kanonsschot van de slag, meteen zeventien Fransen vellend. Bij gebrek aan artillerie konden de Fransen zelf de hoeve niet aan puin schieten. Daarna werd een extra brigade in de strijd geworpen waarna dertig man door de noordelijke poort de binnenplaats indrongen. De verdedigers wierpen zich echter massaal op de poort, sloten die weer en maakten de indringers af, een van de beroemdste episodes van de slag. Een derde brigade die via de boomgaard poogde te naderen leed zware verliezen door geallieerde artillerie vanuit de hoofdlinie, die het complex bestreek. Het gevolg was niet dat de geallieerden gedwongen waren hun linies te verzwakken om Hougoumont te versterken, maar juist dat de Fransen een toenemend aantal troepen in deze sector verloren. Jérôme zou in de vroege middag 7 500 man aan de vergeefse aanvallen verspillen die gestopt werden door 1 850 geallieerde verdedigers; rond 16:00 waren deze verhoudingen opgelopen tot 13 000 tegen 3 000 man en was zowat het hele IIe Korps gebonden. Overigens zijn de verhoudingen veel minder extreem als het totaal aan op enig tijdstip in deze sector ingezette infanteriebataljons wordt vergeleken: drieëndertig aan de Franse kant tegenover eenentwintig bij de geallieerden.
Wellington zag in dat het grote voordeel van deze positie hierin bestond dat de Fransen verhinderd werden een snelle beslissende opmars uit te voeren en was bereid de lijn steeds met nieuwe troepen te versterken.
Het complex brandde tijdens de gevechten van de middag grotendeels af.

### Voorbereidende artilleriebeschieting door eenGrande Batterie

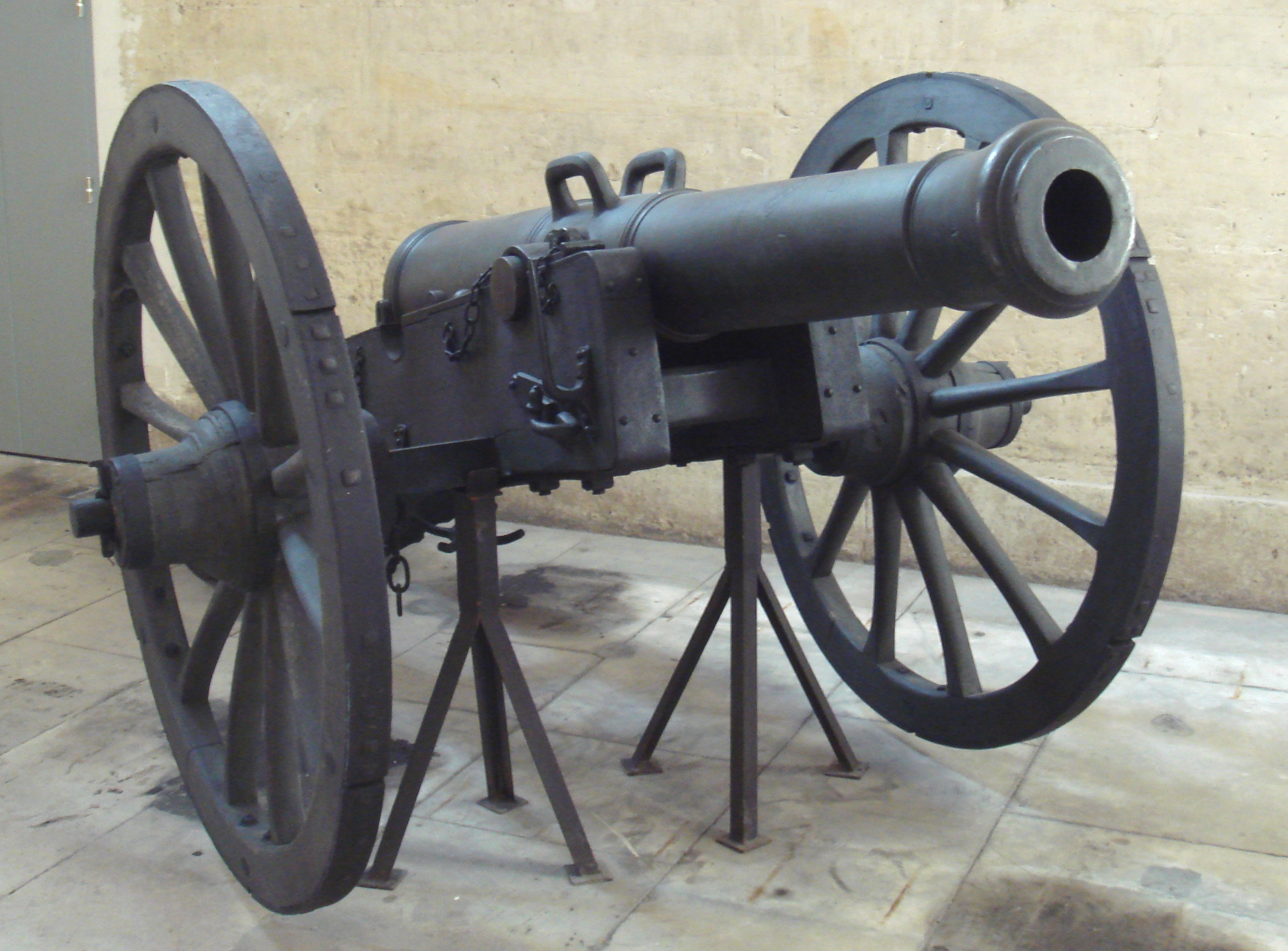
Het Canon de 12 Gribeauval 12 cm geschut

Intussen werd er door de Fransen een Grande Batterie verzameld van 76 kanonnen door het Ie, IIe en VIe Korps hun zwaarste geschut te laten afstaan. Napoleon was zijn carrière begonnen als artillerieofficier en hij gebruikte graag zo'n concentratie aan geschut om een doorbraakpunt murw te beuken. Het werd voornamelijk in linie opgesteld voor de Franse rechterflank.
Napoleon had met 246 stukken niet alleen meer geschut dan Wellington; zijn vuurmonden waren gemiddeld ook zwaarder. Hij beschikte over zesendertig 121 mm "twaalfponders" van het type Canon de 12 Gribeauval door hem liefkozend zijn belles filles genoemd, terwijl de zwaarste geallieerde kanonnen, op wat houwitsers na, negenponders waren.
Omstreeks één uur 's middags barstte het vuur van dit geschut los, op zevenhonderd meter van het geallieerde front. Het bombardement had minder effect dan verwacht: de Britten en Nederlanders waren beschut achter de heuvelkam opgesteld. Zij hadden zelfs het bevel gekregen te gaan liggen; sommigen namen de gelegenheid te baat nog een dutje te doen. Zo'n reverse slope-tactiek was typisch voor Wellington die haar meermalen in Spanje met succes had toegepast. Hij had de Pruisen bij Ligny gewaarschuwd de Fransen niet ongedekt aan de voorkant van de heuvelruggen tegemoet te treden, en dit had inderdaad zware verliezen tot gevolg. De drassige grond droeg bij aan het geringe effect van de artillerie: scherven bleven erin steken en massieve ijzeren kogels stuiterden niet zoals op harde grond enkele malen door maar boorden zich in de aarde. Ongeveer 2 700 kanonskogels en 900 granaten werden bij deze beschieting afgevuurd die naar schatting aan doden en gewonden vijfhonderd slachtoffers maakten, wat naar de normen van die tijd een magere uitwerking was. Het meeste effect hadden de ontploffende brisantgranaten, afgeschoten door houwitsers die als krombaangeschut ook over de heuvelkam heen doelen konden raken. De geallieerde artillerie had van Wellington bevel gekregen het vuur niet te beantwoorden maar in dekking te blijven, zodat ze voldoende vuurkracht zou behouden om een Franse opmars te bestoken. Veel artilleriecommandanten stelden hun geschut echter toch bloot.

### Infanterieaanval door d'Erlons korps op de Geallieerde linkerflank

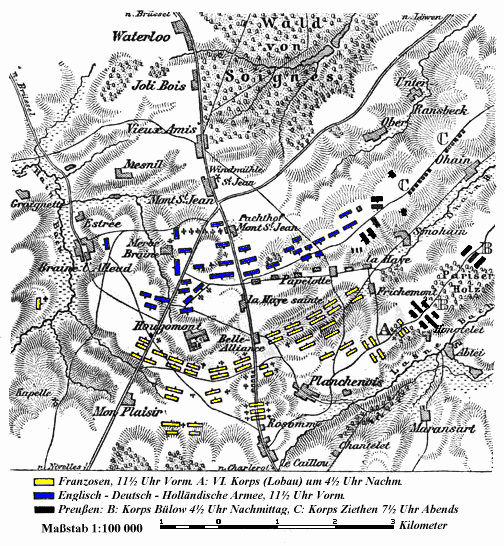
Historische kaart van de slag

Napoleon gaf rond 13:30 bevel tot een aanval op de geallieerde linkervleugel door de vier divisies van het Ie Legerkorps, onder commando van Jean-Baptiste Drouet, Comte d'Erlons, tezamen ongeveer 16 000 man sterk. Hoe die aanval uitgevoerd werd, is niet helemaal zeker. Franse historici beweerden in de negentiende eeuw dat d'Erlon een grote fout gemaakt had door de troepen in vier gigantische aanvalscolonnes dwars door de modder en de roggevelden voorwaarts te laten marcheren, de dertig meter hoge helling op. Het korps van d'Erlon was op 16 juni door slecht doordachte veranderingen in de marsbevelen tegen Pruisen noch Britten ingezet en dus nog "vers".
De colonnetactiek, met een opstelling in de diepte, was typisch voor het latere Franse leger dat niet meer de tijd had de steeds schaarsere dienstplichtigen te trainen in het gebruik van de bredere tirailleurslinie. Zij paste ook goed bij de persoonlijke stijl van Napoleon die een slag het liefste besliste door een enkele geconcentreerde aanval. Het zou echter zeer uitzonderlijk zijn dat een hele divisie in één colonne werd opgesteld. Zo zou een enorme en zeer kwetsbare concentratie troepen ontstaan zijn van ruim drieduizend man samengeperst op een oppervlakte van honderdtwintig meter breedte en tachtig meter diepte in vierentwintig rangen.
Contemporaine bronnen reppen echter niet van zulke grote formaties en er zijn geen aanwijzingen dat niet iedere brigade haar eigen colonne vormde. De vier divisies, hoe ook geformeerd, kwamen onder zwaar vuur te liggen van geallieerde artillerie, hier zevenentwintig stukken sterk, die duizend kanonskogels, vijfhonderd brisantgranaten en op korte afstand vijfhonderd ladingen kartets afvuurde, maar zetten de opmars onverschrokken voort, de gaten die in de rangen vielen sluitend. Het oprukken in een colonne had als groot nadeel dat frontaal vuur extra veel slachtoffers maakte. Na een klein half uur bereikte men de kam van de heuvelrug.

Modern diagram van het verloop van de slag

De aanval was gericht op de zwakker bezette linkerflank van de geallieerden, hier ongeveer zesduizend man sterk, en kwam met het zwaartepunt recht af op de Nederlandse infanteriebrigade van generaal-majoor Willem Frederik van Bylandt. Deze brigade stond in de eerste linie opgesteld, achter de holle weg die richting het oosten leidt naar het dorpje Ohain. De opstelling van de brigade heeft geleid tot een hele affaire. In de nacht was de eenheid opzettelijk ten zuiden van de heuvelkam geplaatst, als veiligheidslinie tegen een mogelijke Franse verrassingsaanval. Omdat die positie in een reguliere slag te kwetsbaar zou zijn, werd de brigade in de vroege ochtend achter de kam teruggetrokken. Later zouden sommige Britse geschiedkundigen, in navolging van de geschriften van amateurhistoricus luitenant William Siborne, echter beweren dat de brigade uit amateurisme fout zou zijn opgesteld en tegen het middaguur overhaast moest worden teruggehaald.
Ook het gevecht met de colonnes van d'Erlon zou slecht zijn aangepakt, iets wat de Britten later weten aan lafheid of politieke onbetrouwbaarheid — het was bekend dat sinds 1 maart enkele honderden "Belgische" troepen gedeserteerd waren om in dienst te treden bij Napoleon. Bij het opvangen van een colonneaanval was het gangbaar dat de verdedigende eenheid in een brede linie ging staan zodat men maximaal vuur kon afgeven op de colonne waarvan alleen de voorste twee rijen dat vuur konden beantwoorden. Zoiets werkte vooral goed als beide eenheden ruwweg even groot waren. In dit geval echter stonden de Nederlandse bataljons, reeds verzwakt bij Quatre-Bras, tegenover een zevenvoudige overmacht die zich niet snel liet afstoppen. Daarbij werden de divisies van d'Erlon voorafgegaan door ruim tweeduizend voltigeurs ofwel schermutselaars die in los verband met gelegenheidsvuur de vijandelijke formaties probeerden te verstoren. De weinige door de Nederlanders uitgestuurde voltigeurs werden teruggedreven door deze overmacht en keerden razendsnel terug in de linies. Bij het eerste vuurcontact met de oprukkende Franse troepen ontstond zo enige chaos in de gelederen van Van Bylandts bataljons.
Het voorste bataljon vuurde vlak achter de kam van de heuvelrug twee salvo's af, maar dit was niet genoeg om de Fransen een halt toe te roepen: deze stelden zich in een linie op om het vuur te beantwoorden. Aangezien het ongeveer een halve minuut duurde om te herladen moesten de Nederlanders de positie in de holle weg achter de kam verlaten: zij verplaatsten zich nu naar een heg op de holle weg, om vandaar te vuren. Deze schotenwisseling duurde tot de groeiende massa Fransen door de heg drong. Toen de Nederlandse verliezen opliepen en vier van de vijf bataljonscommandanten gewond geraakt waren, verlieten sommige soldaten in paniek de linie. Er viel een gat van tweehonderdvijftig meter. De twee achterliggende bataljons trokken zich onder druk van de Franse overmacht terug tot de twee Britse brigades, van de generaals James Kempt en Denis Pack, die daar als directe ondersteuning waren opgesteld. Deze Britse brigades voerden meteen een tegenaanval uit, onder leiding van luitenant-generaal Thomas Picton, op de zich nu in de breedte ontplooiende Fransen. Zo werd voorlopig de linie behouden. De bataljons van de brigade Van Bylandt wisten zich te hergroeperen en sloten zich aan bij de tegenaanval. Generaal Picton sneuvelde bij deze actie, gekleed in zijn burgerkleren en hoge hoed, aangezien hij pas op 15 juni vanuit Engeland bij het leger was aangekomen, zonder zijn uniform bij zich te hebben.
De Nederlandse bataljons hadden nu ongeveer de helft van hun sterkte aan doden en gewonden verloren. De Fransen op hun beurt waren onaangenaam verrast dat de beschieting door de Grande Batterie zo weinig effect had gehad. Hun centrum viel stil onder de Britse salvo's. Onder de niet-aflatende Franse druk dreigde desalniettemin de hele geallieerde linkerflank uiteen te vallen. De Britten konden met een bajonetaanval de kam niet herwinnen terwijl het merendeel van d'Erlons korps die nog niet eens bereikt had. Napoleon, het strijdtoneel van de positie bij La Belle Alliance overziend, had rond twee uur de indruk dat de slag gewonnen was. Uit zijn staf weerklonk de kreet Victoire! Volgens de tactische doctrine van die tijd was de toestand van de geallieerden hier inderdaad hopeloos: in beginsel konden zesduizend voetsoldaten geen zestienduizend man infanterie tegenhouden.
Bij de opmars was d'Erlon ook op de hoeve La Haye sainte gestuit, voor de hoofdlinie gelegen langs de weg naar Brussel, die verdedigd werd door vierhonderd man van het Koninklijke Duitse Legioen. Dit 2. Leichtes Battalion was ten dele uitgerust met dure geweren met getrokken lopen, van het type Baker rifle, die een veel groter effectief bereik hadden dan de (goedkope) gladdeloops musketten waar de gemiddelde infanterist het mee moest doen: zo'n driehonderd tegenover vijftig meter. Het nadeel was een lagere vuursnelheid. De Fransen konden dit vuur niet goed beantwoorden omdat hun eigen geweren in 1807 waren wegbezuinigd. De slachting die de geweren onder hun troepen aanrichten, dwong de Fransen de hoeve te bestormen.
Van de hoofdlinie uit werd toen een bataljon KGL-linie-infanterie ter versterking gezonden, deze wisten de Fransen bij de hoeve te verdrijven. Een tegenaanval werd ingezet door de Franse tweede brigade van de 13e Cavaleriedivisie, met achthonderd kurassiers, formeel onder brigadegeneraal Étienne Jacques Travers maar in feite gecommandeerd door de "Belg" kolonel Jean-Louis de Crabbé. Het bataljon leed zware verliezen, waarbij de Fransen twee vaandels buitmaakten. De kurassiers joegen het restant van het bataljon op tot in de hoofdlinie. Dit veroorzaakte een chaos bij de op het centrum van het plateau opgestelde geallieerde bataljons. Weldra zou dat een cruciaal effect op het verloop van de slag hebben.

### De Britse zware cavalerie voert een tegenstoot uit

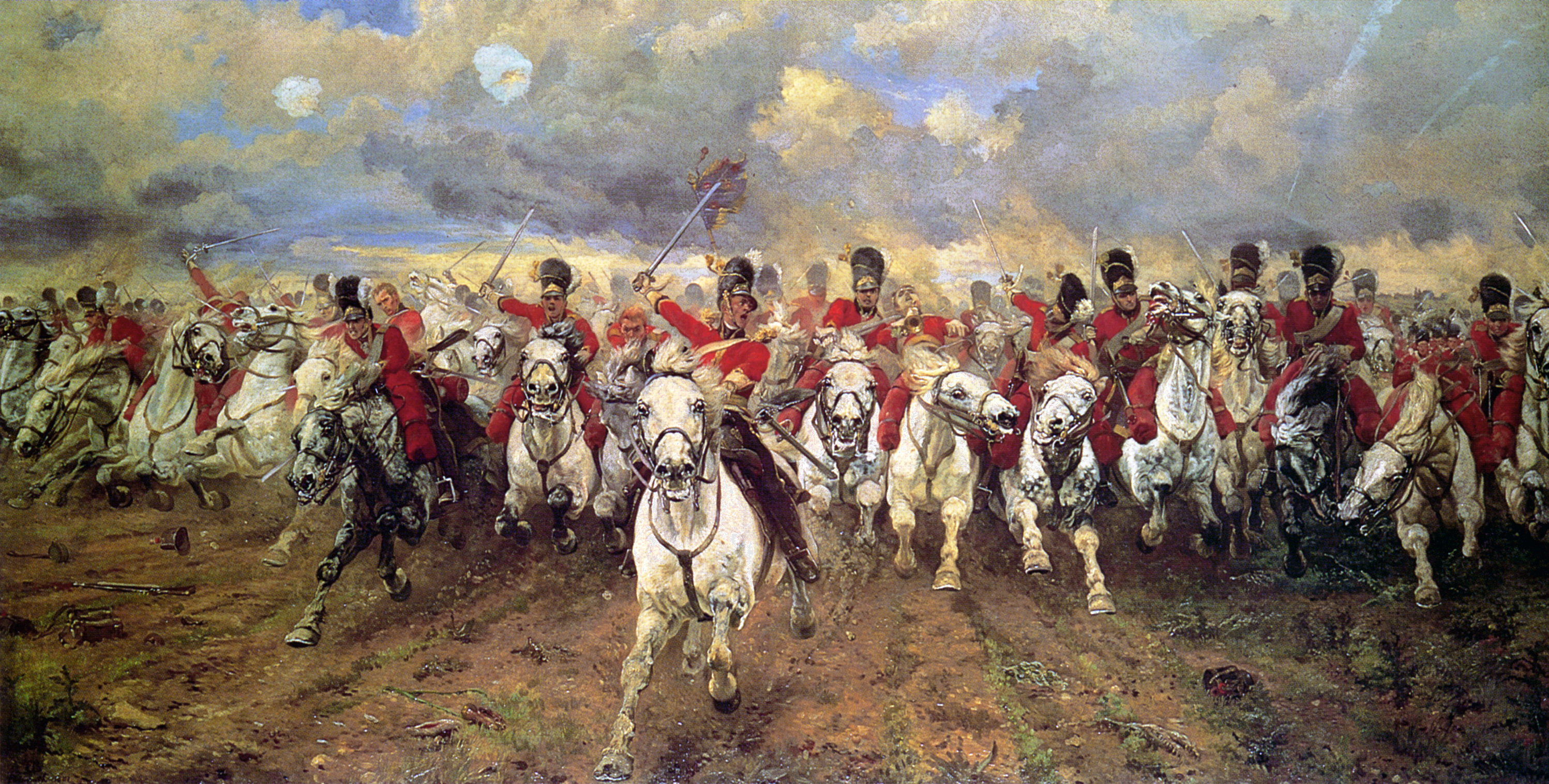
Scotland forever: de charge van de Scots Greys; in feite werd die niet in galop uitgevoerd wegens de modder

Wellingtons onderbevelhebber, veldmaarschalk Henry William Paget, de Earl of Uxbridge, had tot dat moment vooral de situatie bij Hougoumont in de gaten gehouden. Het plotse opduiken van Franse kurassiers maakte hem er echter op attent dat er zich een dreigende situatie op de linkerflank aan het ontwikkelen was. Persoonlijk voerde hij met 2 400 ruiters van zijn zware cavalerie een gehaaste tegenstoot uit, van het centrum van de geallieerde linie uit. Hiervoor gebruikte hij twee brigades die de informele namen Household Brigade en Union Brigade droegen en formeel de 1e en 2e Britse Cavaleriebrigade heetten. Van de Union Brigade, die meer oostelijk aanviel, maakten Engelse, Ierse en Schotse regimenten deel uit, waaronder de Scots Greys ofwel het 2nd North British Dragonder Regiment. De legende wil dat Schotse voetsoldaten met één voet in de stijgbeugel met de ruiters meeliftten maar dat is een later romantisch verzinsel. De betrokken ruitereenheden vertegenwoordigden de elite van het geallieerde leger door de kwaliteit van hun uitrusting en paarden; ze hadden echter weinig gevechtservaring.

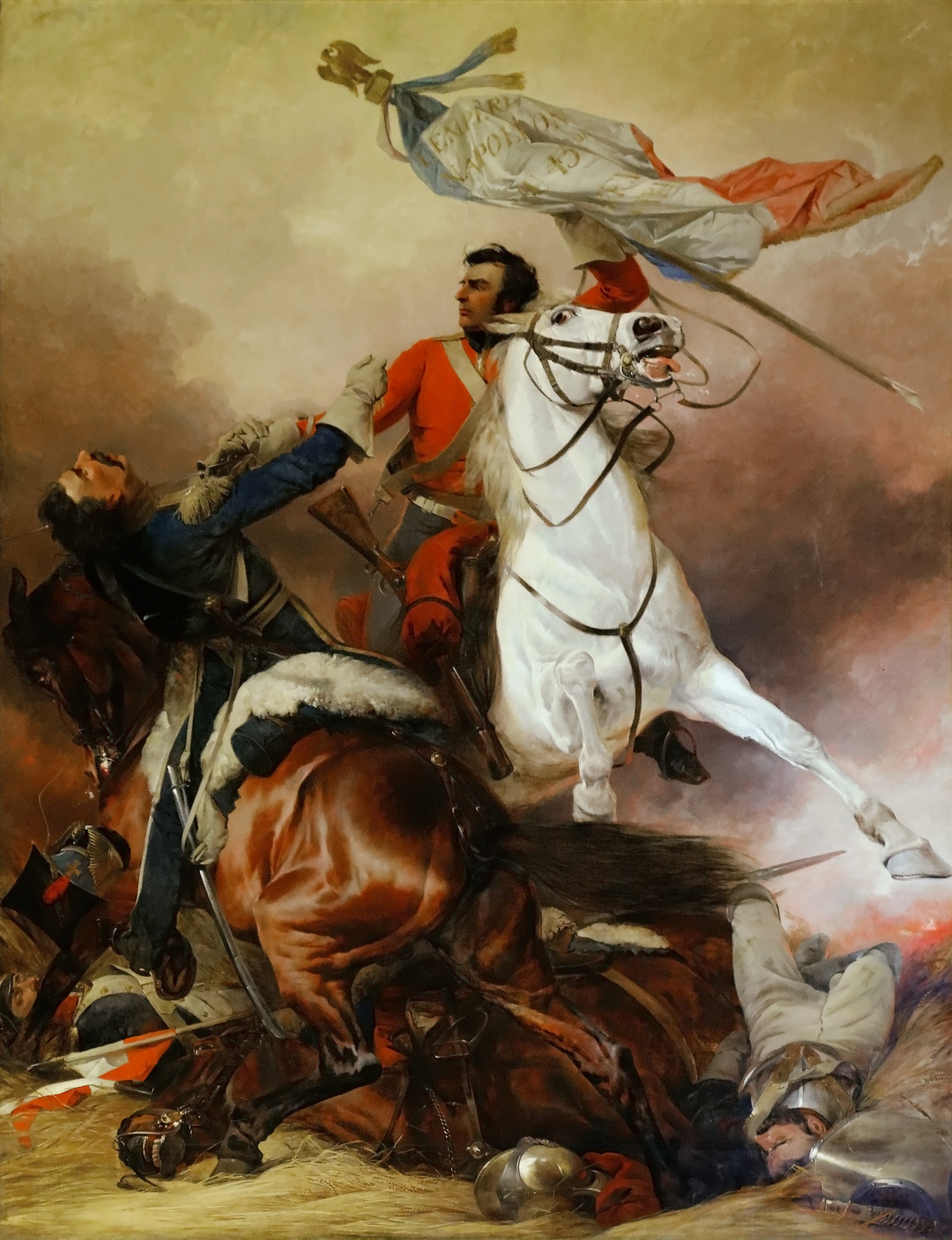
Sergeant Charles Ewart verdedigt de veroverde adelaar van het 45e Linieregiment tegen een lansier

De Household Brigade joeg eerst de Franse kurassiers de holle weg weer in, een verschrikkelijke slachting aanrichtend onder de opeengedrongen massa struikelende paarden en hun berijders. De Crabbé werd dodelijk verwond. De Union Brigade doorsloeg hierop de voorste rangen van d'Erlons linkercolonne, de 1e Divisie onder brigade-generaal Joachim Jérôme Quiot du Passage. Daarna golfde ze in dichte concentratie de heuvelkam over. De Household Brigade zwenkte tegelijkertijd naar het oosten, op de linkerflank van de Franse infanterie inrijdend. Nu openbaarde zich een tweede nadeel van de colonnetactiek: de troepen waren te dicht opeengedrongen om snel een verdedigende formatie te kunnen innemen. De uitgeschakelde kurassiers hadden daarvoor voldoende tijd moeten winnen. D'Erlons troepen werden onder de voet gelopen. Zo'n drieduizend Franse infanteristen gaven zich over of werden neergesabeld. Het restant sloeg op de vlucht met de Britse ruiterij in de achtervolging. Hoewel de rechtercolonne, de 4e Divisie onder divisie-generaal Pierre François Joseph Durutte, niet door de vijand bereikt werd, liet ook die zich meeslepen in de vluchtbeweging.
De Grande Batterie begon nu recht in de wanordelijke massa Britten en Fransen te vuren, vriend en vijand beschietend. De Britse cavalerie, waarvan de wilde bloeddorst niet meer door de officieren bleek in te tomen, bestormde hierop de lijn van de Franse kanonnen. Ondanks forse verliezen bereikte men de artillerieopstellingen. Van sommige kanonnen werd de hele bemanning gedood; van de overige vluchtten de artilleristen weg en het kanonsvuur viel stil. Napoleon keek verbijsterd toe, nu eens vertwijfeld de handen in de lucht werpend, dan weer kreten van bewondering slakend voor de vechtlust van de Greys.
Intussen kwamen uit het zuiden en oosten twee brigades Franse cavalerie aangesneld, eveneens ongeveer 2 400 man, die de Britten afsneden van de rest van het geallieerde leger. De oostelijke brigade bestond uit twee regimenten lansiers, uitgerust met dunne stalen lansen die bij uitstek geschikt was om vijandelijke cavaleristen te doden. De geallieerden hadden dit type ruiterij nauwelijks. Een kwart van de doorgebroken Britten van de Union Brigade werd afgemaakt; een iets kleiner deel raakte gewond. Van de Household Brigade die het tegen kurassiers moest opnemen, werd in totaal een derde slachtoffer.
Drie andere geallieerde, lichte, cavaleriebrigades, waaronder een Nederlandse eenheid dragonders onder baron Charles-Etienne de Ghigny, kwamen de Britten ontzetten zodat het restant zich kon terugtrekken. Bij die manoeuvres werd nog meer Franse infanterie verstrooid, nu ook van de rechtercolonne. Uiteindelijk stelde Duruttes 4e Divisie zich op een in groot verdedigend vierkant en hield deze positie ondanks dat men bestookt werd door tweeënvijftig Britse congreveraketten, het enige moment tijdens de slag dat raketartillerie ingezet werd.
Het resultaat van het gevecht was dat de geallieerde hoofdlinie zich kon herstellen, maar Wellington had nog maar één, relatief verse, grote formatie zware cavalerie in reserve: de Nederlandse brigade van generaal Zoudtlandt. Aan de Franse zijde zou het Ie Korps van d'Erlon echter een aantal uren nodig hebben om te hergroeperen. Het korps had vierduizend man verloren; het restant was volledig in het ongerede geraakt. Honderden soldaten deserteerden naar het zuiden. Tegen drie uur had het korps weer compagnies weten te formeren en zond schermutselaars uit voor vuurgevechten met de geallieerde linie.
De Britten hadden twee Franse regimentsadelaars buitgemaakt, van het 45e en 105e Linieregiment, iets wat ze tijdens de hele oorlog in Spanje niet eenmaal blijvend gelukt was. Het mislukken van de hoofdaanval had niet alleen Napoleons strategie doorkruist maar ook zijn direct inzetbare infanterie met een derde verminderd, dit terwijl het IIe Korps helemaal gebonden was op de linkervleugel. Op dit moment had hij van zijn oorspronkelijk honderdendrie infanteriebataljons er al zevenenvijftig ingezet; van de zesenveertig verse bataljons behoorden er tweeëntwintig tot de keizerlijke garde.
Toch waren de meeste Britse hoofdofficieren pessimistisch over hun situatie. Wellington had op hetzelfde tijdstip van drieëntachtig bataljons er zestig in de frontlinie staan; daarvan hadden er zeventien de meeste gevechtskracht al verloren. Daarbij gingen ze ervan uit dat er maar één Frans observatiekorps achter de Pruisen aangestuurd was zodat ze Napoleons reserves twee dozijn bataljons te hoog inschatten.

### De Pruisen arriveren
Aan het begin van de middag nam Napoleon, van zijn stafpositie bij Rosomme uit het slagveld met zijn telescoop afspeurend, persoonlijk als eerste waar dat op zijn rechterflank in de verte over heuvelruggen een donkere massa troepen scheen te bewegen. Eerst dacht hij dat het maarschalk de Grouchy was, die hij met 32 000 man achter Von Blücher en het Pruisische leger, dat hij verslagen waande, had aangestuurd. Al snel echter werd hem door verkenners van de cavalerie gemeld dat het de Pruisen waren, die ten dele zwarte of donkergroene uniformen droegen.
Het Pruisische leger was al sinds het aanbreken van de dag, 03:48 plaatselijke zonnetijd, uit de omgeving van Waver naar het westen aan het marcheren, het IVe Korps onder Friedrich Wilhelm Bülow von Dennewitz, dat niet aan de Slag bij Ligny had meegedaan, voorop, gevolgd door het IIe Korps en het Ie Korps, bij elkaar ongeveer 60 000 man met 134 stuks geschut. Door de modder en een grote stadsbrand in Waver ging de opmars maar traag en het IIe Korps kon pas tegen het middaguur vertrekken. Het IVe Korps had de opdracht eerst te bepalen of de Fransen Wellington wel aanvielen. Was dat niet zo, dan moest men zich achter het Bois de Paris, een woud ten oosten van het slagveld, in dekking houden. Mocht er een volle veldslag gaande zijn, dan was het zaak het Franse leger met alle kracht in de flank te treffen. Napoleon had zijn reserve, het VIe Korps onder Georges Mouton, de graaf van Lobau, en twee cavaleriedivisies, samen 10 600 man, naar zijn rechterflank gezonden. In zijn memoires stelt Napoleon het voor alsof dit was om front te maken richting de Pruisen. De bevelen aan Lobau reppen hier echter niet van. Het VIe Korps werd officieel aan de aanvalsas van het Ie Korps toegevoegd om D'Erlons doorbraakpoging op de Britse linkerflank te hernieuwen. Het is echter mogelijk dat Napoleon de optie als dekkingsmacht tegen de Pruisen voor Lobau geheim hield. Slechts enkele selecte leden van zijn staf kregen namelijk van hem te horen dat von Blücher al zo dicht genaderd was om het moreel van het leger niet te ondermijnen. Al snel moest Lobau op eigen initiatief zijn korps een kwartslag naar het oosten draaien. Dit legde beslag op nog eens vijftien infanteriebataljons. Hierdoor had Napoleon op de keizerlijke garde na geen enkele grote infanteriereserve meer.

### De Franse cavalerie valt vergeefs de Britten aan
Rond twee uur had Napoleon de Grande Batterie gereorganiseerd en versterkt met gardeartillerie. Daarbij had hij persoonlijk te paard de gewenste posities aangewezen op een meer voorwaarts gelegen heuvelruggetje. Met krombaangeschut werd begonnen de geallieerde formaties te bestoken, in de hoop met een intens bombardement het moreel van de vijand te breken. Artillerie alleen zou echter geen beslissende overwinning brengen; daar was direct gevechtscontact voor nodig.
Omdat al zijn reguliere infanteriekorpsen al ingezet waren, viel Napoleon terug op zijn cavalerie teneinde de geallieerde linie te verstrooien, en zo de slag in zijn voordeel te beslechten. Ook bij eerdere confrontaties, zoals de Slag bij Eylau, had hij de cavalerie als autonoom beslissend wapen ingezet. Het plan was om in het midden van het front de geallieerden met de cavalerie te bestormen, ondersteund door lichte artillerie, met wat infanterie om die weer te beschermen.
Maarschalk Ney, die de hoofdaanval zou coördineren, concludeerde rond drie uur al dat Wellingtons troepen op het punt stonden op de vlucht te slaan (de Fransen zouden tot bijna het eind van de slag de Britse verdediging zien als slechts een onderbreking in een grotere terugtocht). In werkelijkheid was er alleen sprake van dat sommige voorste eenheden zo'n honderd passen terug gingen om het artillerievuur wat te ontwijken. Verder werden over de straatweg naar Brussel duizenden gewonden en Franse krijgsgevangenen naar achteren afgevoerd. Echte deserties bleven beperkt. Ney stuurde de cavalerie het strijdperk in voordat de geplande infanterie- en artilleriesteun beschikbaar waren. Toen Napoleon dit merkte, veroordeelde hij het als een fundamentele fout maar het was al te laat om de charge te stoppen.
Een cruciale rol hierin speelde de hoeve La Haye Sainte. Dit complex lag vóór de heuvelkam maar was door Wellington speciaal versterkt omdat het een holle weg beheerste die de enige praktische route was om de kanonnen de helling op te krijgen. Verdedigd door Hannoverse troepen van het Duitse legioen was de boerderij omsingeld geraakt en werd al uren door Franse troepen aangevallen maar de verdedigers hielden stand, ondersteund door de geallieerde artillerie. Toen Ney de cavalerieaanval beval, was de Franse infanterie en artillerie nog steeds geblokkeerd.

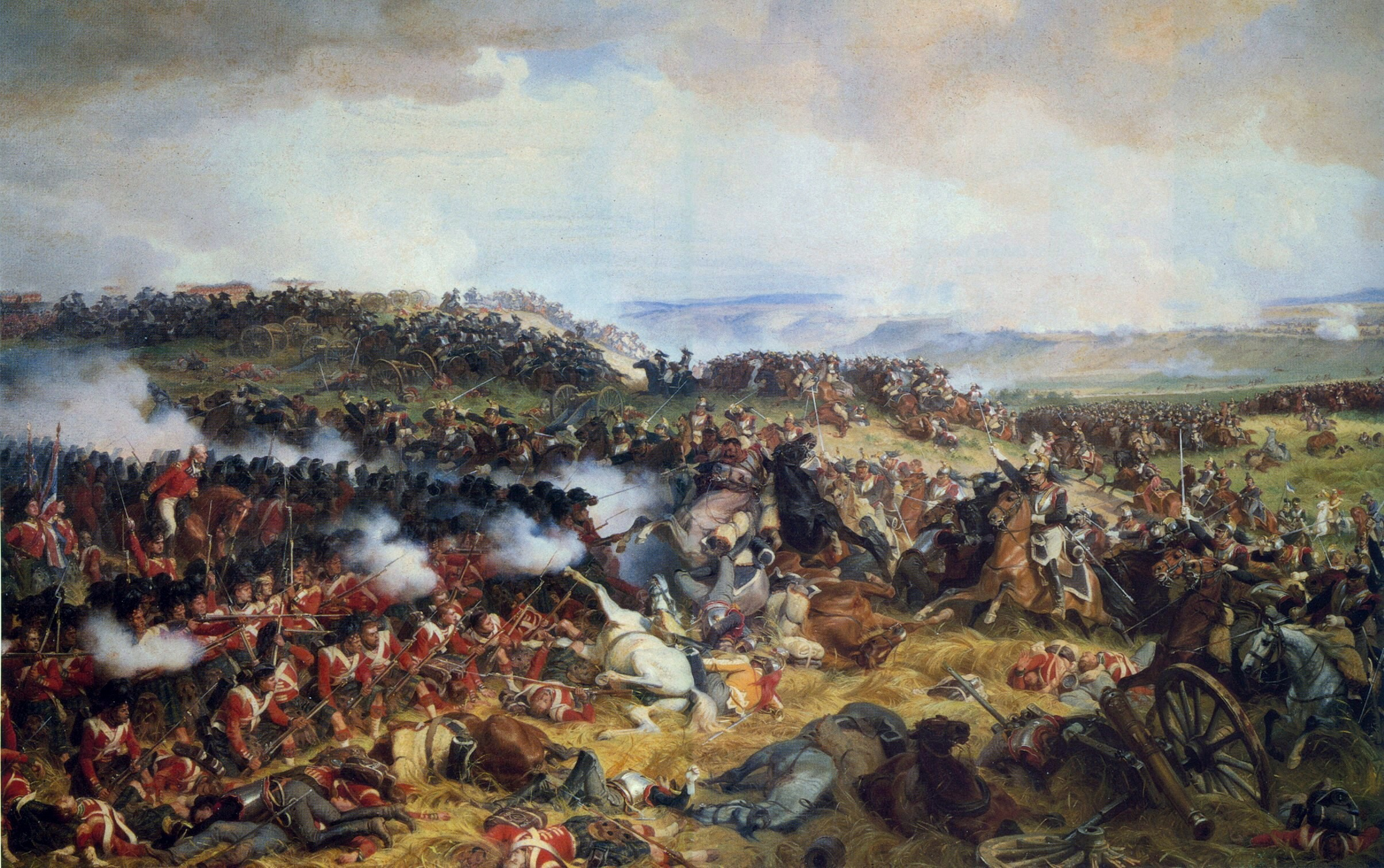
Een Brits carré slaat de Franse cavalerie af

Dwars door de modder trachtten Neys vijfduizend ruiters in het centrum de glooiing van de Mont-Saint-Jean te bestormen. Ney, de "dapperste der dapperen", leidde de aanval persoonlijk. De massa paarden was zo groot dat de hele frontlijn tussen La Haye Sainte en Hougoumont bestreken werd. Napoleon had dit terrein door zijn verrekijker wel bestudeerd, maar de steilte van de glooiing en het drassige karakter ervan waren hem ontgaan. Door de staat van de grond kwam het niet tot een charge in galop en had de aanval nooit het beoogde effect. Mede door een fel geallieerd artillerievuur van vijfenzestig kanonnen werden aanmerkelijke verliezen geleden voor de helling beklommen was.
De geallieerde infanterie groepeerde zich (als gebruikelijk) in defensieve carrés. Hierbij stellen de eenheden zich op in holle vierkanten die naar alle zijden front maken. De voorste rijen hurken, de bajonetten schuin omhoog stekend, op ooghoogte van de paarden: paarden weigeren hier doorheen te breken. De kurassiers, vaak met een sabel als het belangrijkste wapen, waren niet in staat de Britse infanterie veel schade te doen, machteloos de carrés omspoelend. De meeste ruiters hadden wel twee pistolen en een karabijn bij zich maar die waren niet nauwkeurig en in het zadel nauwelijks te herladen. De gebruikelijke methode om carrés te breken was om ze eerst te bestoken met (lichte) kanonnen. Deze bleven voorlopig afwezig.
Er werden minstens tweeëntwintig carrés gevormd, ieder met de sterkte van ongeveer een bataljon. In eerste linie bevonden zich vijf vierkanten met Britten, twee van het Duitse legioen, vier van de Brunswijkers en twee van de Hannoverianen. In tweede linie lagen nog eens tien Duitse carrés. Tot driemaal toe werd de Franse cavaleriecharge herhaald, tot zevenduizend ruiters versterkt door de zware cavalerie van de keizerlijke garde. Het enige resultaat was dat de Franse verliezen steeds verder opliepen. Een probleem was dat de geallieerde kanonnen bij elke charge wel verlaten werden maar dat de kanonniers daarna hun posities weer innamen. De Franse cavalerie was niet in staat om de zundgaten te vernagelen of de kanonnen weg te slepen. Te lang rond de vierkanten trekken kon ook niet omdat dan de verliezen te hoog opliepen door musketvuur en tegenaanvallen van de achtduizend man sterke geallieerde ruiterreserves. Zo kon de kern van het geallieerde leger standhouden, geholpen door het feit dat de Franse artillerie het vuren tijdens de charges staakte.

### De Pruisen worden gestuit

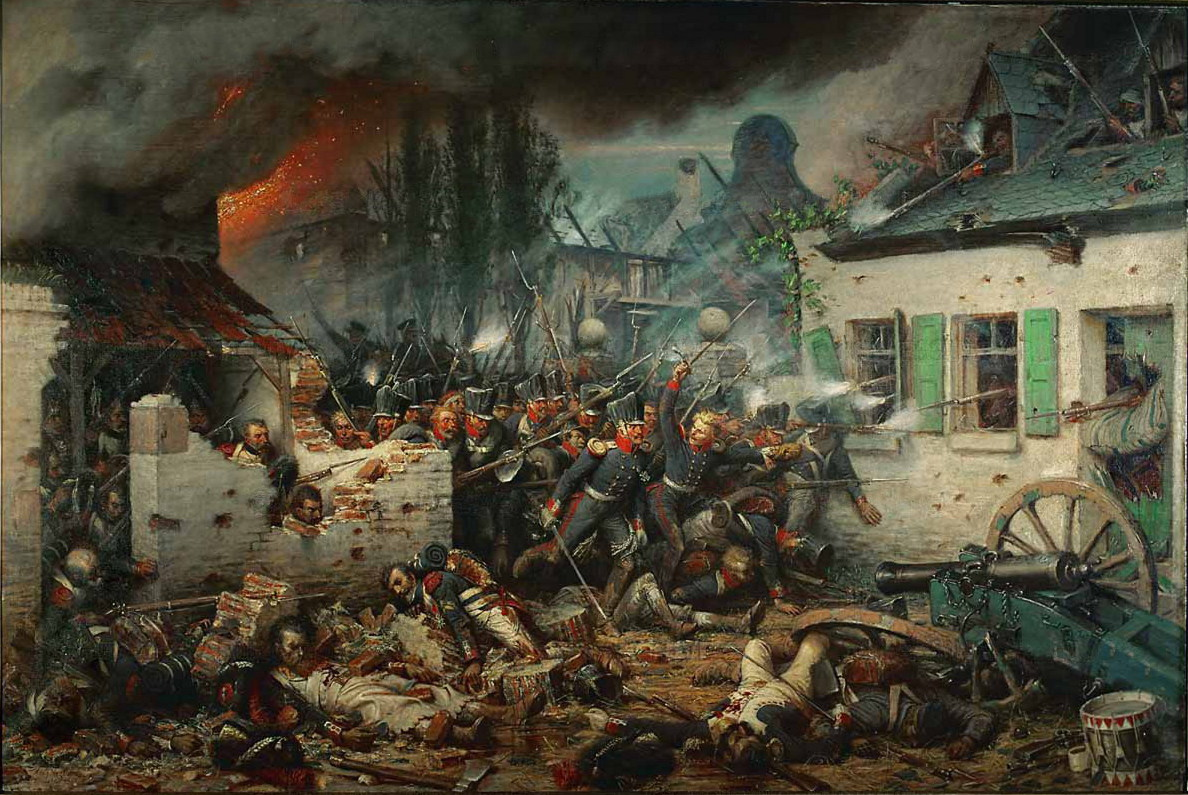
De Pruisen heroveren Plancenoit om 19:15

Ney bleef nieuwe troepen eisen, vooral ondersteunende infanterie, niet wetend dat Napoleon op zijn oostflank al door de voorhoede van de Pruisen werd aangevallen. Deze raakte dan ook geërgerd en riep uit: "Nieuwe troepen? Waar moet ik die vandaan halen? Moet ik ze hier ter plaatse maken?"
Het Pruisische IVe Korps, 30 000 man sterk, was rond vier uur uit het Bois de Paris tevoorschijn gekomen. Eerst had Bülow nog geopperd dat hij de komst van het Ie en IIe Korps zou afwachten maar dat werd door Blücher kortaf afgewezen. Het IVe Korps zuiverde om te beginnen kasteel Fichermont, gelegen aan de uiterste linkerflank van het geallieerde leger, dat om half elf 's ochtends, bij een van de eerste gevechtscontacten van de slag, aan een Franse eenheid schermutselaars verloren was gegaan. Daarbij maakten de Pruisen contact met het Nederlandse regiment "Oranje-Nassau", bestaande uit troepen die in Nassau gerekruteerd waren. Dit regiment bezette een voorwaartse positie bij Papelotte en La Haie met ongeveer dezelfde functie als Hougoumont en La Haye Sainte. Verschil was dat diep ingesneden beken het front hier afschermden, wat ook de reden was geweest voor Ney om zijn cavaleriecharge niet op dit punt uit te voeren. De Nassauers werden wegens hun blauwe uniformen eerst voor Franse troepen aangezien en door de Pruisen onder vuur genomen. Toen regimentscommandant prins van Saksen-Weimar-Eisenach hierop woedend verhaal kwam halen, antwoordde de commanderende Pruisische officier: "Vriend, kan ik er wat aan doen dat jullie je als Fransen kleden?"
Rond half vijf begon het Pruisische IVe Korps in volle slagorde naar het westen op te rukken, richting La Belle Alliance. Het Franse VIe Korps poogde dit eerst af te slaan, in de hoop dat het uiteenslaan van de Pruisische voorhoede de hele opbouw van de vijandelijke strijdmacht zou verstoren. De Franse cavaleriebrigades dwongen de 6 500 man van de voorste Pruisische 15e Brigade in carré te gaan. Hierna werd die brigade aangevallen door een Franse tirailleurlinie. Een reservelinie ondersteunde de voorhoede echter en meteen begon de Pruisische artillerie, die over een groot aantal houwitsers beschikte, een vernietigend vuur van brisantgranaten af te geven.
De Franse aanval stokte en rond vijf uur viel Lobau's korps terug, frontaal gebonden door een aanval van Pruisische 15e Brigade. Met het beperkte aantal Franse troepen kon niet de hele rechterflank gehouden worden. Pruisische artillerie begon de stafpositie van Napoleon te bestoken.
Rond half zes omtrok de Pruisische 16e Brigade met 6 300 man de zuidflank van het VIe Korps en stootte door naar Plancenoit, al bijna in de rug van het Franse centrum. Lobau stuurde vijf bataljons het dorp in maar die werden teruggeslagen door zes bataljons onder Johann von Hiller. Het 15e Regiment omtrok het plaatsje van de noordkant, twee bataljons fussiliers van de zuidkant door de beek van de Lasne over te steken. Frontaal drong het 1e Regiment Silesische Landwehr het dorp in.
Slechts een paar compagnies Fransen wisten nog de directe omgeving van de kerk te houden, aan de zuidoostelijke kant van het dorpje. Er dreigde een catastrofe voor het Franse leger dat gevaar liep helemaal omsingeld te worden. Napoleon zette daarom rond zes uur acht bataljons, 4 750 man sterk, van zijn Jonge Garde in, de lichte troepen van de keizerlijke garde. Het bevel werd gevoerd door generaal Duhesme, berucht om zijn oorlogsmisdaden in Spanje. Het lukte hem om Plancenoit opnieuw te bezetten, de lange straat van west naar oost innemend en iedere gevangengenomen Pruis de keel afsnijdend. De Jonge Garde achtervolgde de Pruisen zelfs tot voorbij de oostelijkste huizen.
Daar werd zij teruggedreven door artillerie en cavalerie. De Pruisische 14e Infanteriebrigade onder generaal-majoor von Ryssel heroverde het brandende dorp rond kwart over zeven in felle straatgevechten. Duhesme, die een eerste Pruisische aanvalsgolf nog wist terug te drijven, werd bij de tweede golf fataal in het hoofd getroffen door een musketkogel.
Hierdoor was Napoleon genoodzaakt om twee bataljons van de Oude Garde in te zetten, de kern en elite van de keizerlijke garde. Het lukte de Oude Garde het tij te keren, Plancenoit op speciaal bevel van Napoleon met alleen de bajonet zuiverend. De Pruisen werden voorlopig teruggedrongen, zodat althans de weg naar het zuiden openbleef.

### De Britse linie wankelt

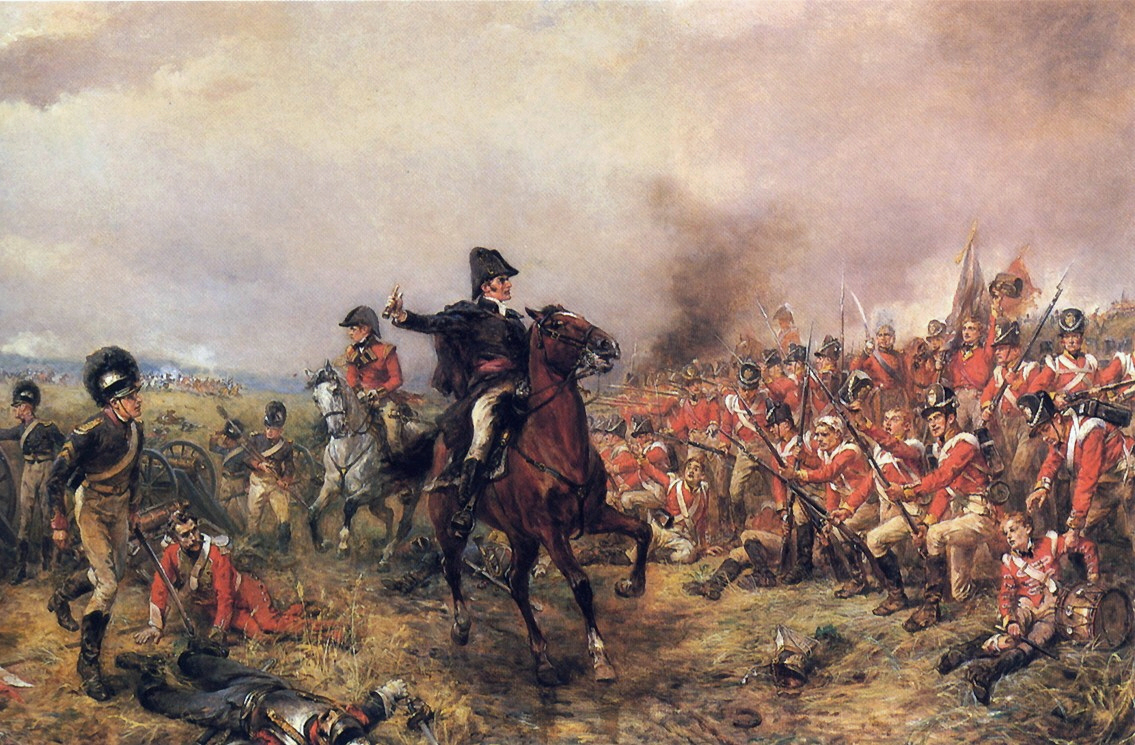
Wellington spreekt een carré moed in

Intussen slaagde Ney erin om onder dekking van de cavalerie met zo'n duizend man opgetrommelde infanterie van het 1ste Legerkorps van d'Erlon, voornamelijk het 17e Linieregiment onder leiding van luitenant-generaal baron François-Xavier Donzelot, alsnog de hoeve La Haye Sainte in te nemen.
Het 2. Leichtes Battalion van het KGL werd tussen zes en half zeven uit de hoeve verdreven. Hoofdoorzaak was dat nagelaten was de speciale munitie voor de geweren aan te voeren. Toen hun munitie op was, verdedigden de Duitsers zich heldhaftig met bajonetten en geweerkolven totdat de Fransen de overgebleven tweeënveertig verdedigers maar de vrije aftocht lieten naar hun hoofdlinie. Ogenblikkelijk werden lichte infanterie en artillerie-eenheden naar voren gebracht, op het plateau, om de geallieerde carrés onder vuur te nemen en een doorbraak te forceren.
Onder deze nieuwe ontwikkeling dreigde het hele geallieerde centrum te bezwijken. De troepen in de carrés begonnen zichtbaar te wankelen. Bataljons nabij de straatweg naar Brussel leden zulke zware verliezen dat ze uiteenvielen of in een nauwe kring opeengeperst werden. Een poging ze met ruiterij en infanterie te versterken mislukte omdat de reserves, geteisterd door Frans houwitservuur, te zwak waren om veel invloed te hebben. De Prins van Oranje liet nog een poging ondernemen door enkele Hannoverse bataljons om La Haye Sainte te heroveren maar die werden door de Franse cavalerie onderschept en vernietigd. Kolonel von Ompteda sneuvelde daarbij. De bovengenoemde Siborne stelde het later zo voor alsof de Prins van Oranje hem volstrekt onnodig de dood in had gezonden. Verschillende geallieerde eenheden vluchtten van het slagveld, waaronder de Cumberland Hussars die tot in Brussel paniek zaaiden, sauve qui peut schreeuwend. Ook de legertros begon naar het noorden te wijken. Wellington sprak zichzelf moed in met de spreuk Night will come or the Prussians.
Voor de Fransen leek de overwinning nabij maar hun aanval begon door de snel oplopende verliezen stil te vallen. Hun cavalerie was ernstig verzwakt door het verlies van duizenden ruiters of paarden en raakte na bijna vier uur aan onophoudelijke charges uitgeput. Onder Ney zelf werden vijf paarden vandaan geschoten. Het Franse IIe Korps kwam weer in beweging en trachtte Hougoumont te passeren maar werd door Wellingtons nog niet zo verzwakte rechterflank teruggeslagen.
Voor de Fransen was de tijd bijna om. Steeds meer Pruisische troepen bereikten van het oosten uit het slagveld; het totaal zou die dag oplopen tot zo'n 48 000. Het hele Franse leger dreigde hieronder verpletterd te worden. Door het uitblijven van de verhoopte aankomst van de troepen van Grouchy, waren zij nu sterk in de minderheid. Het Pruisische Ie Korps, onder Graf von Zieten, had eigenlijk bevel om de aanval bij Plancenoit te versterken, maar veranderde van plan op aanraden van Karl von Müffling, de verbindingsofficier bij het geallieerde hoofdkwartier. Zij dwongen rond het eind van middag de Fransen van Wellingtons linkerflank weg. Dit ondanks het gegeven dat de Fransen hier juist weer waren opgedrongen, oprukkend naar Smohain, in de hoop beide vijandelijke legers uit elkaar te houden.
De troepen van de linkerflank, waaronder twee brigades lichte cavalerie die bij Smohain hadden gelegen, konden nu gebruikt worden om het centrum te versterken. Rond zeven uur had Wellington de meeste gaten weer gedicht en zijn fronteenheden gehergroepeerd. Al op de dag zelf gaf Wellington aan parlementslid Thomas Creevey, die hem na de slag in Waterloo opzocht, toe dat het kantje boord was geweest: It has been a damned nice thing — the nearest-run thing you ever saw in your life ("Het heeft verdomd weinig gescheeld — ik heb nog nooit in mijn leven de strijd zo gelijk op zien gaan").

### De aanval van de Garde wordt gestuit door de Nederlanders

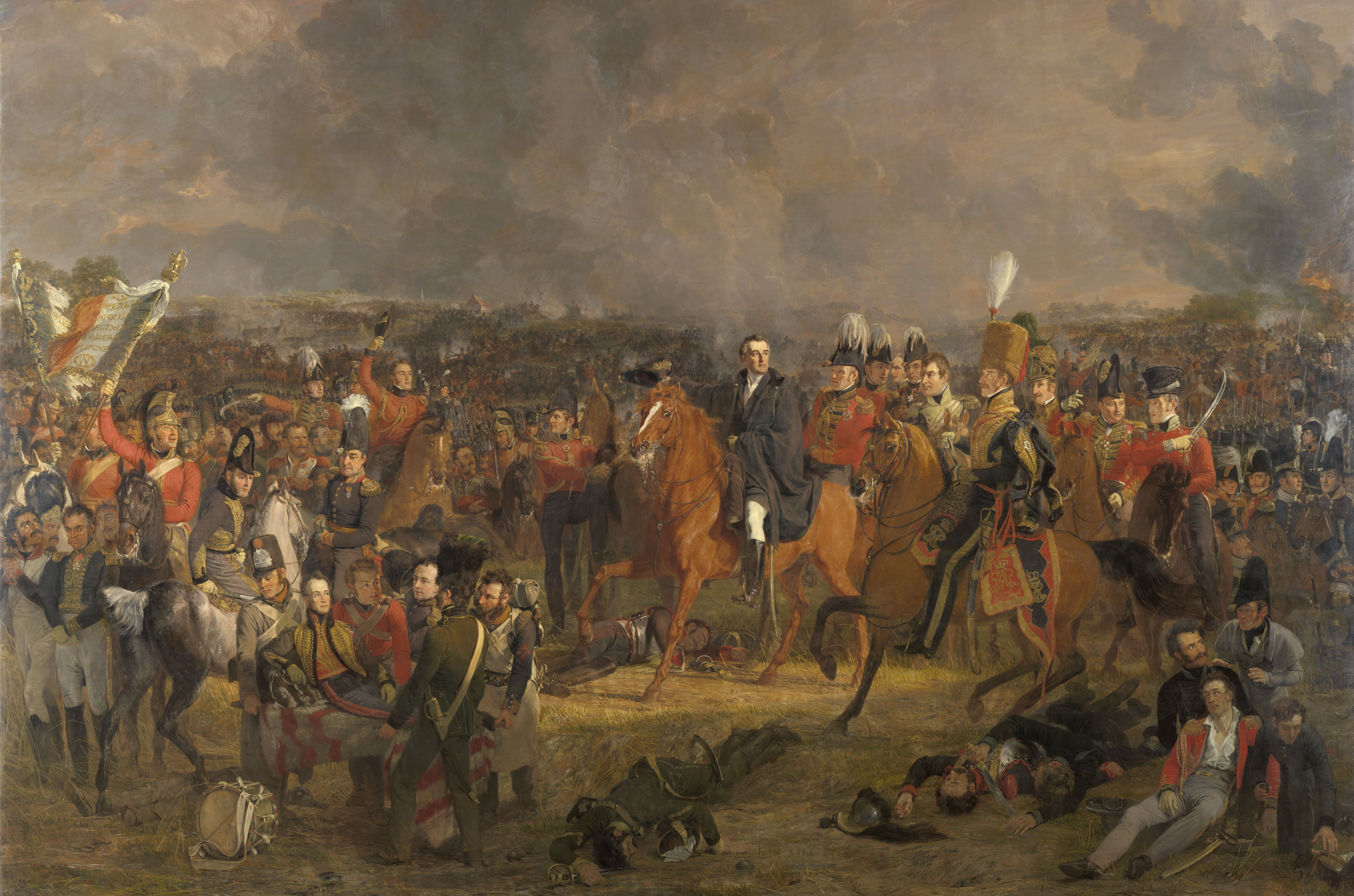
Jan Willem Pieneman beeldt hier linksonder de gewonde Prins van Oranje af; in het midden Wellington en met bruine kolbak Uxbridge die weldra het rechterbeen afgeschoten zou worden

Napoleon probeerde met een laatste krachtsinspanning de zaak te redden, en gaf om zeven uur 's avonds bevel voor nóg een aanval. Omdat hij door zijn reguliere infanteriereserves heen was, zette hij het laatste deel van zijn Keizerlijke Garde in, die hij in eerdere veldslagen alleen in uiterste noodzaak aangesproken had. Napoleon had die reserves kunnen gebruiken als dekking om de slag af te breken en naar het zuiden te ontsnappen maar het lag meer in zijn aard om alles-of-niets te spelen. Hij deed zijn bataljons, elk gecommandeerd door een generaal, persoonlijk uitgeleide. Vijf bataljons van de Midden-Garde (Moyenne Garde) gingen voorwaarts, samen ongeveer 2 850 man, gevolgd door drie bataljons van de Oude Garde. In 1815 werd de aanduiding Moyenne Garde officieus gebruikt voor slechter uitgeruste garde-eenheden met slechts vier dienstjaren. Eén bataljon van de Moyenne Garde dekte de linkerflank richting Hougoumont. Ney ging weer in de aanval voorop.
Om het moreel hoog te houden liet Napoleon door brigade-generaal Bédoyère aan zijn linkerflank het bericht overbrengen dat maarschalk Grouchy met zijn troepen gearriveerd zou zijn. In feite was die op dat moment nog ver van de Franse hoofdmacht verwijderd. Grouchy's strijdmacht had rond half twaalf aan het artillerievuur gehoord dat er ten noorden van Genappe een veldslag gaande was. Verschillende officieren adviseerden Grouchy om meteen naar het westen te zwenken om Napoleon bij te staan. Grouchy hield zich echter aan zijn plan om de Pruisen bij Waver te onderscheppen: in de middag overviel en versloeg hij daar het Pruisische IIIe Korps. Pas rond acht uur 's avonds bereikte hem een nieuw bevel zich bij Napoleon te voegen. Overigens is het zeer de vraag of Grouchy de dertig kilometer naar het slagveld bij Waterloo nog op tijd over de modderige veldwegen had kunnen afleggen, zelfs als hij rond het middaguur vertrokken zou zijn. De Franse troepen werden door het valse bericht flink opgepept maar al snel kreeg men in de gaten dat het een leugen was, wat het moreel deed inzakken.
Als de aanval door de Garde de sector bereikt had waar de verdediging al wankelde, iets ten westen van het centrum, had hij nog een kans gehad. Door een coördinatiefout echter, trof hij eerder de geallieerde rechterflank tussen de hoeves van La Haye Sainte en Hougoumont, die nog een gesloten lijn vormde. De Britse en Hannoveraanse eenheden daar hadden de gehele dag weliswaar grote verliezen geleden maar waren kort voor de aanval door de Garde al aangevuld door Brunswijkers, en vervolgens ook nog door troepen van het Nassausche contingent onder commando van generaal Von Kruse. Ook deze versterkingen leden in de eerste linie grote verliezen door artillerievuur, terwijl de relatief kleinere eenheden van de Franse Midden-Garde zich verzamelden en over de gehele breedte van het geallieerde centrum in carré voorwaarts begaven.
Aan de rechterzijde en direct links van de hoeve La Haye Sainte werd de Midden-Garde ondersteund door de 1e Infanteriebrigade (van de 4e Divisie onder Durutte) van brigade-generaal Pegot, de enige Franse reguliere infanterie-eenheid die op dit moment van de slag nog intact was. Het was hier dat de Prins van Oranje een tegenaanval inzette met bataljons van een Nassaus regiment. Dit mislukte en de prins raakte gewond in de rechterschouder. Wat verder rechts vielen drieduizend man van de 2e Divisie van Donzelot aan. Links van de Midden-Garde rukten 3 600 man op van de 5e Divisie van Bachelut. Bij elkaar was het nog een aanzienlijke massa Franse infanterie maar de aanvallen werden slecht gecoördineerd en maar zwak ondersteund door artillerie en cavalerie. Slechts een paar honderd kurassiers waren beschikbaar om de Garde te begeleiden; dit was de reden dat men uitzonderingswijze in carré in plaats van colonne oprukte. Wel had dit voordeel dat er meteen een krachtig vuurfront gevormd werd en dat dit de vijand kon intimideren. Een bataljon telde nog geen zeshonderd man maar door de opstelling van vijfenveertig man breed en diep leek het net of de formatie een brigade was van tweeduizend. Verschillende geallieerde officieren verhaalden later over een aanval door enorme colonnes. Aan de andere kant was het geallieerde leger, hoewel het nu een sterk numeriek overwicht had, al tamelijk uitgeput. De meeste Britse kanonnen waren uitgevallen. Schermutselaars werden door de geallieerden nu slechts beperkt ingezet. Aan de Franse kant waren de rangen zo uitgedund dat de niet al te strijdlustige vuurlinies van de reguliere infanterie nauwelijks meer van hun voltigeurs waren te onderscheiden.
De eerste aanval van de twee voorste bataljons van de Midden-Garde verzandde in een vuurgevecht waarna beide partijen zich rond half acht terugtrokken. Vier stukken Franse lichte veldartillerie dreven de Britse 33rd, 69th en 43rd Foot op de vlucht. Een aantal kartetssalvo's van negenponders van de Nederlandse Rijdende Artillerie richtten met flankerend vuur een ware slachting aan onder het Franse 1ste Bataljon 3e Grenadiers en de 4e Grenadiers; deze sloegen eveneens op de vlucht.
Het lukte de Brunswijkers en Nassauers niet de troepen van Donzelot terug te dringen. Ten westen van La Haye Sainte viel zo een flink gat in de geallieerde linie. De nog westelijker tweede aanval van de volgende twee bataljons verliep voor de Fransen echter rampzalig. Veertienhonderd man van de 1st Foot Guards onder Maitland lagen vlak achter de heuvelkam verdekt. Toen de Fransen op vijfentwintig meter genaderd waren, riep Wellington volgens sommige verhalen uit: Now, Maitland! Now's your time!, waarop vier rijen Britten opstonden en een salvo afvuurden op het eerste en tweede bataljon van de 3e Chasseurs. Hiervan werden meteen honderd man geveld. Nadat binnen een minuut nog eens drie salvo's waren afgevuurd, braken de Fransen.
Hierna doken nog iets westelijker de 4e Chasseurs op waarvan de troepen in één bataljon waren samengevoegd. Wellington, die door zijn directe reserves heen was, raakte nu zichtbaar nerveus. De Fransen werden echter onderschept door het snel naar voren gebrachte 52nd Foot dat de heuvelkam afdaalde, een kwartslag draaide en in rap tempo salvo's begon af te vuren op de linkerflank van het Franse carré dat na enkele minuten vluchtte.

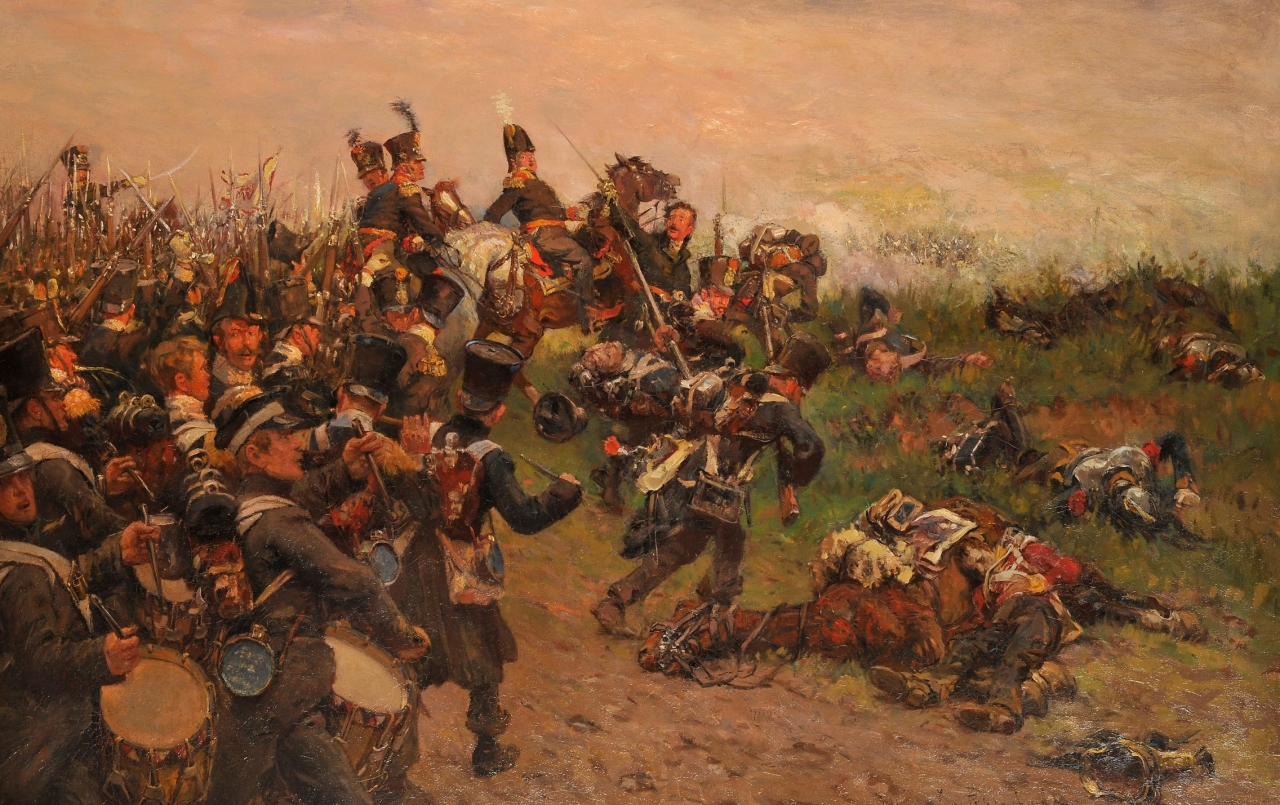
Chassé leidt de opmars van zijn divisie

De verse Nederlandse 3e Divisie, geleid door generaal Chassé, vulde op dat moment het gat bij La Haye Sainte op, de rechterflank van de Garde overrompelend met een bajonetaanval door de 1e Brigade, twee bataljons breed en drie diep. Het plots opduiken van drieduizend man nieuwe troepen, ondersteund door rijdende artillerie, bleek voor de gardisten de laatste druppel en men nam en masse de benen, waarbij de vluchtbeweging zich voortzette naar de Franse linkerbataljons. La Garde recule! klonk het ontzet in de Franse rangen.
Hoewel het gewond raken door de Prins van Oranje later in Nederland de meeste aandacht zou krijgen, was de actie door Chassé een keerpunt in de slag. De Nederlandse 3e Divisie van Chassé was in reserve opgesteld geweest achter de rechterflank, rondom het dorp Eigenbrakel, voornamelijk omdat Wellington een commandant niet vertrouwde die vijf jaar onder Napoleon gediend had. Vanuit hun hogere positie bij Eigenbrakel hadden de Nederlandse troepen, ruim voorzien van bier en jenever, een mooi uitzicht over de Franse charges. Al snel kwam het bevel om zich in reserve op te stellen achter het centrum van de geallieerde linie. Chassé merkte dat de Britse troepen vóór hem op de vlucht sloegen en dat de artillerie niet langer vuurde. Hij zag dat Napoleon de Garde op het centrum afgestuurd had en gaf zijn artillerie het bevel om positie te nemen en de vijand onder vuur te nemen. Ook liet hij de brigade van kolonel Hendrik Detmers in colonnes opstellen voor de tegenaanval. Het vuur van de batterij rijdende artillerie, onder kapitein de Bichin en de kracht van de brigade van Detmers braken de befaamde aanval van de Garde en dreven haar op de vlucht. De brigade van Detmers zette de aanval door, verdreef de Midden-Garde van een laatste positie bij La Haye Sainte en achtervolgde de vluchtende Fransen tot aan het Maison du Roi bij Plancenoit, waar ze Pruisische troepen tegenkwamen. Opnieuw moest men moeite doen niet vanwege de uniformkleur en -snit voor Fransen te worden aangezien.

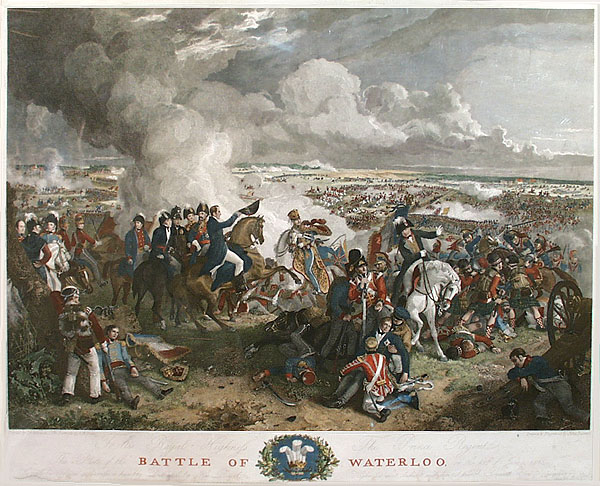
Wellington geeft bevel tot de algemene opmars

De terugtocht van de Middelste Garde eindigde in een wilde vlucht, die oversloeg op de rest van de linkerflank van het Franse leger. Daarop beval Wellington, met een voorwaarts gebaar van zijn steek, de algehele opmars van het geallieerde leger. Die kon echter niet al te krachtig worden doorgezet. Von Müffling beschreef later het tafereel. Een lange rode linie Britse gesneuvelden en gewonden markeerde de heuvelkam, terwijl kleine, ver uit elkaar gelegen, groepjes mannen langzaam naar voren begonnen te bewegen. De meeste bataljons sjokten naar de bodem van het voorliggende dalletje en hielden daar stil. De opmars van Chassé vertegenwoordigde aldus de belangrijkste achtervolging.

### De Pruisen breken door
Rond half acht waren de Pruisen, versterkt door zesduizend man van de 5e Brigade van hun IIe Korps, opnieuw doorgedrongen tot Plancenoit. Van de oorspronkelijk 20 000 Fransen, van Lobaus VIe Korps, de twee cavaleriedivisies, de acht bataljons van de Jonge Garde en de twee bataljons van de Oude Garde waren nu slechts enkele duizenden nog inzetbaar. Deze stonden tegenover ongeveer 14 000 Pruisen die het dorp vrijwel helemaal omsingelden. De Fransen hielden de verdediging ongeveer een uur vol voordat ze door de Pruisen in bloedige straatgevechten uit Plancenoit werden gedreven. Pruisische schermutselaars omsingelden daarbij het dorp en drongen de huizen binnen.

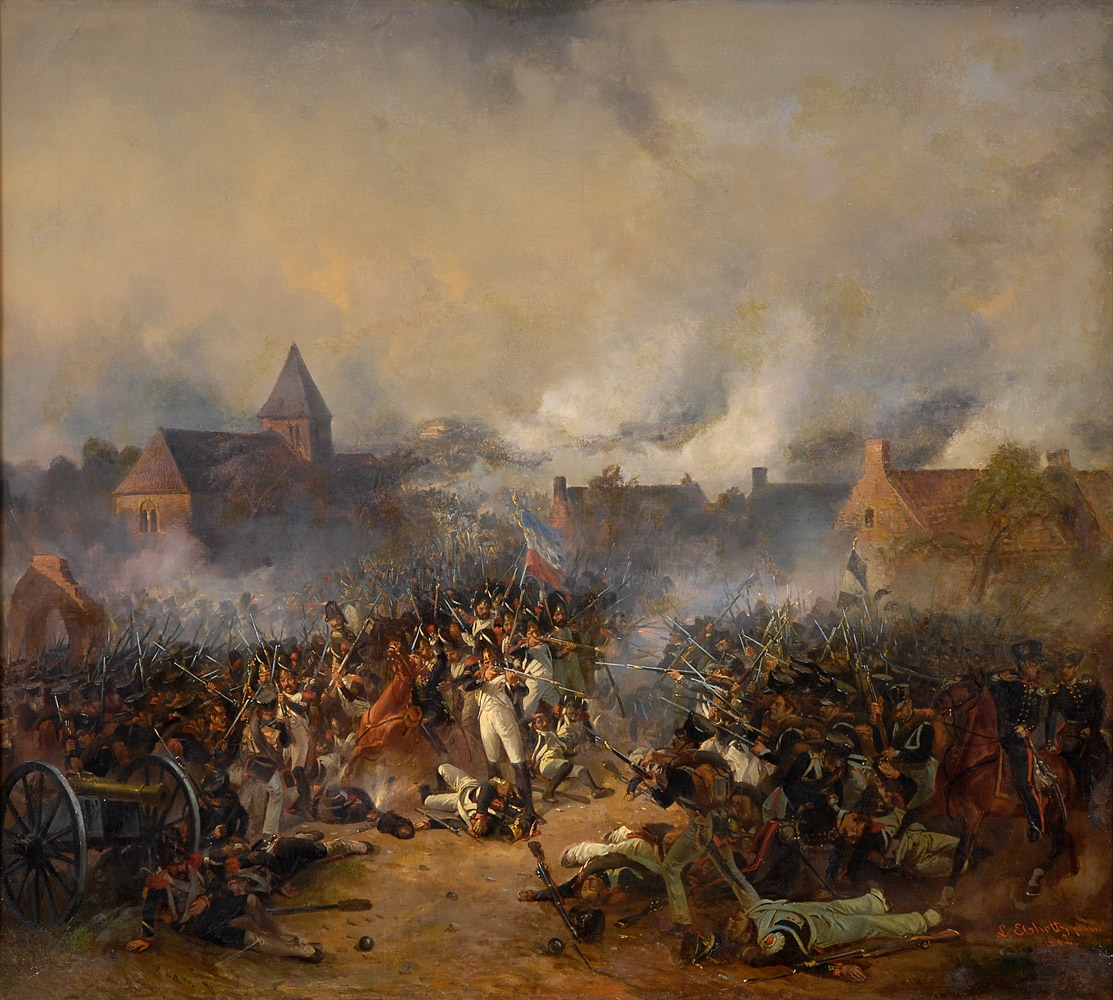
De laatste Pruisische stormloop op de Oude Garde

De Pruisen rukten op over drie aanvalsassen. De 5e Westfälische Landwehr viel de noordkant aan, het 2e Regiment het kerkplein, en het 25e Regiment drong naar het westen over de noordoever van de Lasne. De laatste Franse eenheid die vluchtte was de Oude Garde die de kerk en het kerkhof had verdedigd tegen de 2e Pommersche Landwehr. Een eerste bestorming werd nog afgeslagen maar toen alle andere troepen waren verdwenen poogde ook de Garde zich ook in veiligheid te brengen, achtervolgd door Pruisische cavalerie. De Franse verliezen tijdens de strijd om Plancenoit waren verschrikkelijk geweest, omdat ook de Pruisen geen krijgsgevangenen maakten. Het 1ste Bataljon Tirailleurs van de Jonge Garde bijvoorbeeld, verloor die dag 92% van zijn sterkte aan doden en gewonden. Een week na de slag bestond de hele Jonge Garde nog maar uit 598 man. Het kerkplein van Plancenoit was bezaaid met duizenden lijken.
Al eerder was de Franse rechterflank die tegenover Wellington stond, door de dreiging van het Pruisische Ie Korps op de vlucht geslagen. Die vluchtbeweging zette zich door naar de eenheden rond La Belle Alliance en begon samen te vallen met de vlucht van de troepen van de linkerflank. Nu ook Plancenoit gevallen was, vielen de meeste Franse eenheden uiteen en poogde ieder zich over de straatweg naar Genappe in veiligheid te stellen. De dreiging dat de weg naar Genappe afgesneden zou worden dwong de laatste bataljons Oude Garde bij Napoleons stafpositie om in carré te gaan.

### Het Franse leger vlucht

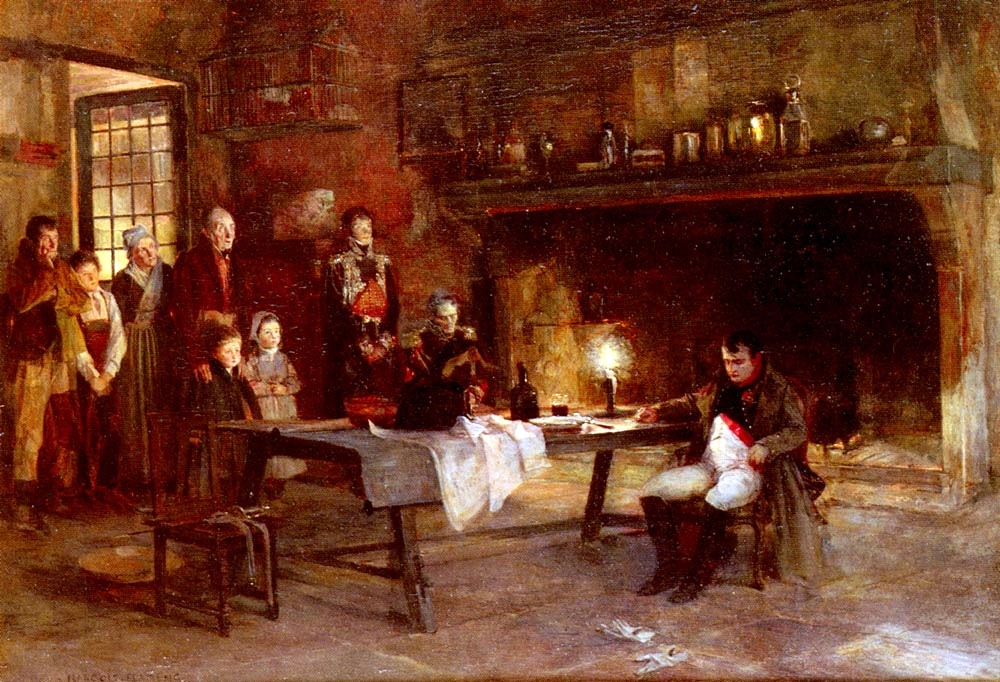
Napoleon na de slag in de herberg Lion d'Or te Philippeville

De Oude Garde dekte Napoleons aftocht. In perfecte vierkante formaties wisten de drie voorste bataljons van de Oude Garde, die bedoeld waren geweest om de aanval van de Midden-Garde te ondersteunen, in een brede boog als rotsen in de branding nog een aantal aanvallen van de geallieerden af te slaan alvorens zich al vechtend terug te trekken, terwijl de rest van het Franse leger rond hun flanken terugvloeide. Hetzelfde gebeurde met het bataljon van de Midden-Garde dat bij Hougoumont lag. Generaal Cambronne van het 2e Bataljon 1e Chasseurs, uitgedaagd door generaal Hill om zich over te geven, zou toen volgens de legende de historische woorden hebben gesproken: "De garde sterft, maar geeft zich niet over!" (La Garde meurt, elle ne se rend pas!). Een andere variant van deze mythe is dat hij enkel "Merde" heeft geantwoord. Deze woorden werden Cambronne al op 24 juni door persberichten in de mond gelegd maar later ontkende hij dat hij ze gesproken had: "Dat kan ik nooit zo gezegd hebben want ik stierf niet en gaf me ook niet over". Uiteindelijk vielen ook deze gardebataljons, na zware verliezen te hebben geleden onder het vuur van de nu weer aan kracht herwinnende geallieerde artillerie, uiteen.

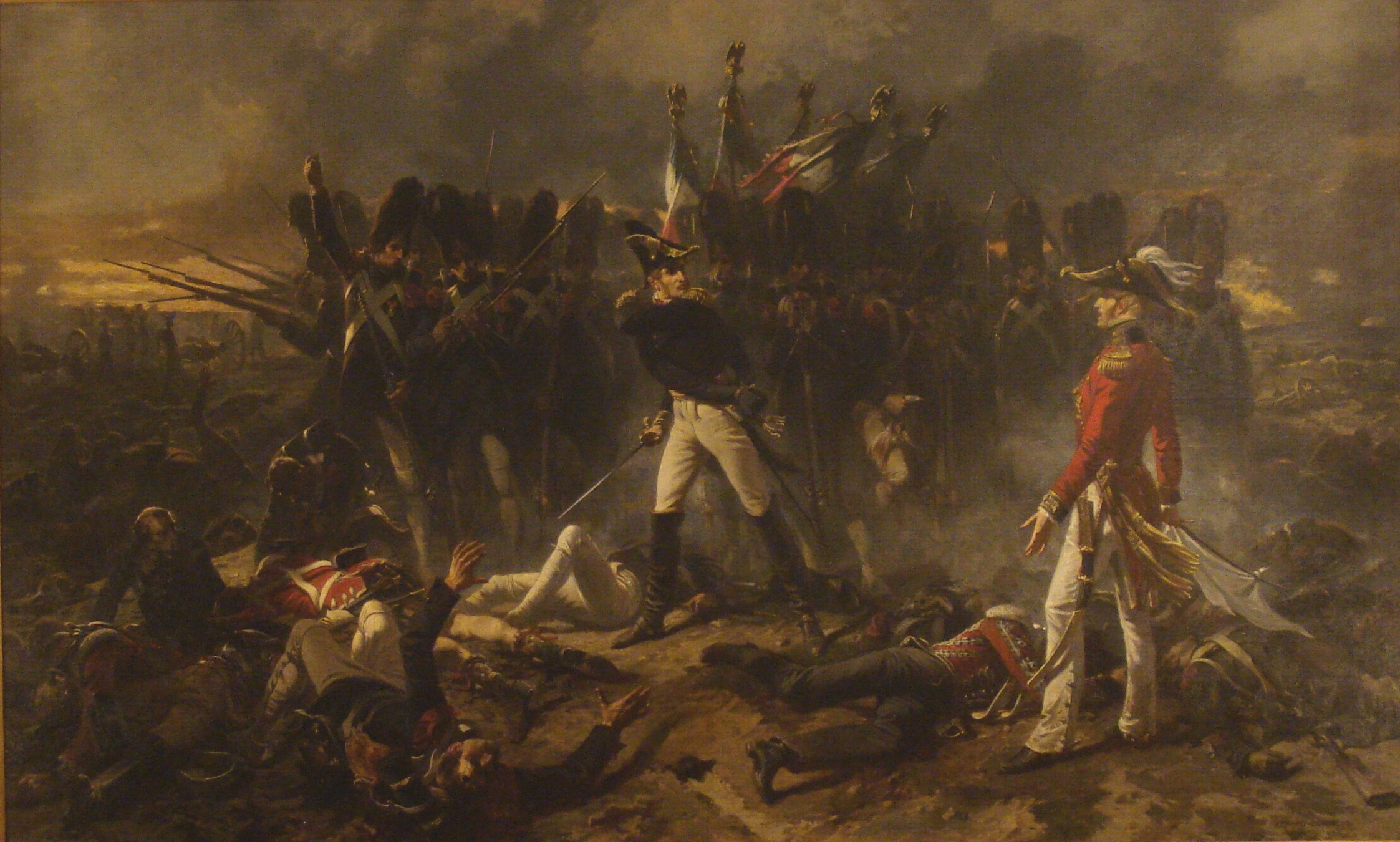
Le mot de Cambronne

De laatste twee carrés van de Oude Garde, die bij La Belle Alliance en Le Caillou waren achtergebleven, dekten de aftocht voor Napoleon en zijn staf. Deze carrés waren het 1ste Regiment Grenadiers en het 1ste Bataljon van het 1ste Regiment Jagers, die tot de beste troepen van het Franse leger behoorden. Deze carrés wisten tezamen met de nog resterende Franse cavalerie-eenheden, waaronder die van Napoleons persoonlijke lijfwacht, alle aanvallen van de geallieerden af te slaan. Het laatste carré Jagers van de Keizerlijke Oude Garde dat de aftocht dekte, werd geleid door de Rotterdamse kolonel Duuring die Napoleon altijd trouw was gebleven, zelfs tijdens diens ballingschap op Elba. Napoleon bevond zich hier een geruime tijd in alvorens hij zijn soldaten in een koets verliet. Zijn hengst Marengo was gewond geraakt en werd achtergelaten. Om 20:55 ging de zon onder.
De Nederlandse 3e Divisie en enkele Nederlandse cavalerie-onderdelen, die de Fransen tot ver achter hun linies hadden achtervolgd, ontmoetten achter de Franse beginposities de Pruisen en hielden halt. De Pruisen namen de achtervolging van hun uitgeputte Nederlandse collega's over. Daarbij doodden ze alle Franse gewonden die ze tegenkwamen. Rond half tien stuitte Wellington ten zuiden van La Belle Alliance op de Pruisische maarschalk Blücher die zijn Britse collega te paard omarmde met de woorden Mein lieber Kamerad! Quelle affaire! Blücher stelde meteen voor het treffen de "Slag van La Belle Alliance" te noemen, vermoedelijk niet beseffend dat dit "de schone echtverbintenis" betekent in plaats van "het mooie bondgenootschap". Wellington ging daar niet op in, maar een eeuw lang was dit wel de gangbare Duitse benaming. Voor de nacht terugkerend naar zijn hoofdkwartier schreef hij daar de Waterloo despatch, gericht aan de Britse regering en onmiddellijk in de Britse kranten integraal afgedrukt, wat de naam Battle of Waterloo in omgang bracht, die rond 25 juni in de pers opduikt. De Fransen verwezen naar het gevecht als de Bataille de Mont Saint Jean.

## Na de slag

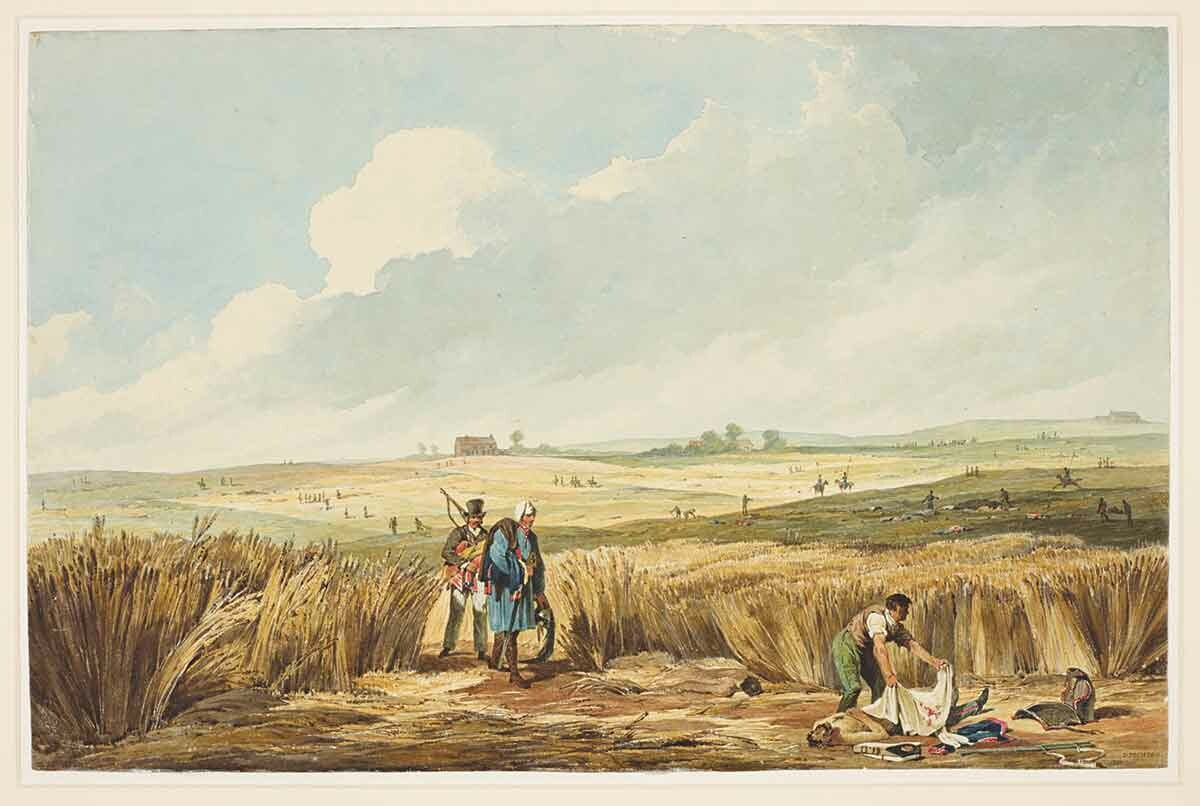
Plundering en begraving op het slagveld bij Belle-Alliance (Denis Dighton, 1815)

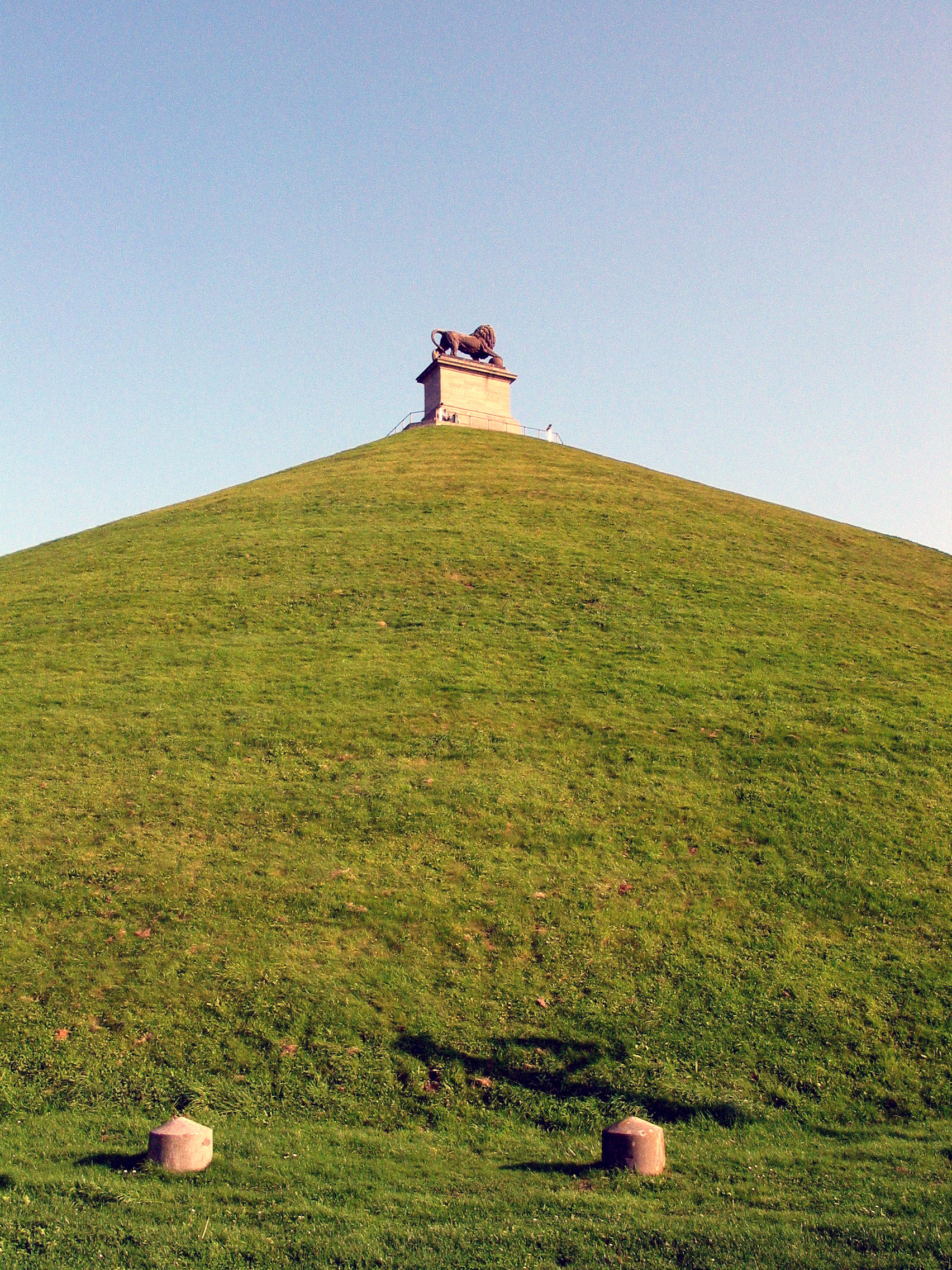
De Leeuw van Waterloo en de plek waar de prins van Oranje gewond raakte

Van de kleine tweehonderdduizend man die aan de slag hadden deelgenomen, waren er na afloop zo'n vijfenvijftigduizend dood of gewond. Het Franse leger, dat daarvan ongeveer vijfendertigduizend man verloren had, verliet het slagveld in volledige chaos en trok zich via Charleroi terug over de Franse grens. Von Gneisenau achtervolgde zo fel mogelijk met het doel Napoleon gevangen te nemen teneinde hem direct standrechtelijk te executeren; de vogelvrijverklaring namen de Pruisen dus heel letterlijk. Napoleon zag zich voor Genappe, waar zich een gigantische verkeersopstopping ontwikkeld had, huilend gedwongen zijn koets achter te laten om te paard sneller te kunnen vluchten. In de koets bleek zich een schat aan diamanten te bevinden, naast revolutionaire proclamaties gericht aan de Brusselse bevolking. Op 19 juni maakte Napoleon nog plannen zich met Grouchy te verenigen en met de resten van zijn leger de campagne voort te zetten maar dat bleken al snel illusies. Napoleon keerde terug naar Parijs, dat hij op 21 juni 1815 bereikte. Hij probeerde de leidende politici ervan te overtuigen de oorlog voort te zetten maar verloor iedere geloofwaardigheid toen hij Ney de schuld van de nederlaag wilde geven. Onder druk van de Kamer van Afgevaardigden deed Napoleon I op 22 juni troonsafstand ten gunste van zijn vierjarige zoon, Napoleon II, die echter nooit tot keizer zou worden uitgeroepen. De Grouchy, die zich via Namen had teruggetrokken, viel op 29 juni terug op de Franse hoofdstad. De Britse, Nederlandse en Pruisische troepen omsingelden Parijs dat na een kort beleg op 8 juli de poorten weer opende voor Lodewijk XVIII. Veiligheidshalve werd de stad verdeeld in bezettingszones. Op 3 juli was er al een algemene wapenstilstand getekend voor Frankrijk als geheel.
Een week wachtte Napoleon werkeloos op het landgoed Malmaison bij Parijs toen hij voor de Pruisen moest vluchten naar Rochefort. Hij overwoog om naar de Verenigde Staten van Amerika te vluchten en scheepte zich daartoe op 8 juli in op het fregat Saale maar waagde het uiteindelijk niet om langs de blokkade van de Britse marine te glippen. Op 14 juli vroeg hij politiek asiel aan in Engeland. Hij probeerde dat op diplomatieke wijze: Laat ik mij onderwerpen aan de edelmoedigste van mijn vijanden. Op 15 juli scheepte hij zich in op de Bellerophon en werd naar de haven van Plymouth vervoerd.

### Sint-Helena
Napoleon kreeg asiel van de Britten, maar anders dan hij had verwacht. Hij werd, zonder een voet op Britse bodem te hebben gezet, van Plymouth uit als "gevangene van de Britse natie" aan boord van het marineschip Northumberland gebracht en na een tocht van zeventig dagen afgezet op het afgelegen Britse eiland Sint-Helena, in het zuidelijke deel van de Atlantische Oceaan. Nog zes jaar bracht Napoleon daar in ballingschap door in Longwood House, voordat hij op 5 mei 1821 stierf. In 1840 werd zijn stoffelijk overschot naar Parijs overgebracht, en bijgezet in de Dôme des Invalides.

### Betekenis en gevolgen
De Slag bij Waterloo markeerde het einde van een reeks oorlogen tussen het revolutionaire Frankrijk en de andere Europese mogendheden die was begonnen met de door de Fransen gewonnen Slag bij Valmy (1792). Frankrijk was sinds Lodewijk XIV militair het sterkste Europese land geweest maar verloor nu deze positie. In 1814 waren de geallieerden nog coulant geweest om het regime van Lodewijk XVIII acceptabel te maken voor de Franse bevolking. Aan die toegeeflijke houding kwam nu een einde. Frankrijk moest terugkeren naar de grenzen van 1790. Het land werd gedwongen enorme herstelbetalingen te verrichten. Om de betaling daarvan te garanderen, werd het gebied ten noorden van de Loire in bezettingszones verdeeld waarvan de grote geallieerde bezettingslegers op kosten van de Franse staat moesten worden onderhouden. Frankrijk was niet in staat de geëiste vele honderden miljoenen frank in één keer te voldoen. Via Britse banken verlokte men met een hoge rente beleggers om de nodige fondsen te verschaffen. Dit zou een belangrijke stap blijken in de ontwikkeling van het internationale bankwezen; in 1818 kon de bezetting al weer beëindigd worden.
De Duitse staten, die ten dele bij het Franse keizerrijk waren gevoegd, werden teruggegeven aan hun vorsten, die minder talrijk waren dan aan het eind van de 18e eeuw, maar bij elkaar toch nog een confederatie vormden van negenendertig landen. Van Italië bleef een deel onder Oostenrijks bestuur en de Bourbons keerden terug naar Napels. De Heilige Alliantie van Oostenrijk, Pruisen en Rusland riep een Duitse federatie uit met onder andere als doel elke staat een liberale constitutie te bezorgen. In Frankrijk kwamen de Bourbons weer op de troon, maar wel met een constitutie waarin de democratische rechten werden gegarandeerd. Het werk van het Congres van Wenen was goed voor veertig jaar Europese vrede. De Italiaanse natiestaat zou in de jaren zestig van de negentiende eeuw door middel van een oorlog tot stand gebracht worden. Het Duitse keizerrijk werd pas in 1871 opgericht, na een nieuwe oorlog tussen Pruisen en de andere Duitse vorstendommen en Frankrijk.
Waterloo maakte de weg vrij voor de bloei van het Britse Rijk: dit zou - na anderhalve eeuw Franse maritieme concurrentie - tot aan de Eerste Wereldoorlog een gestage uitbreiding en weinig ernstige tegenslagen kennen. Het Britse rijk zou het toppunt van zijn macht bereiken en de Britse vloot zou in de wereld de Pax Britannica bewaren. De Slag bij Waterloo is begin 21e eeuw de beroemdste van alle veldslagen en degene die het meest door militaire historici werd bestudeerd. Het is geen verrassing dat de 19e-eeuwse Britse historicus Edward Creasy de slag onder zijn Vijftien beslissende veldslagen in de wereld rekende.

### Het gebeente van de doden
Na de slag werden de gesneuvelden in massagraven gedeponeerd. Het aantal doden wordt op 5 à 20 duizend geraamd, waardoor de operatie zeker tien dagen in beslag nam. Ondertussen werden gewonden verzorgd en liep er allerlei volk rond dat uit was op zaken van waarde. Vrijwel onmiddellijk kwam ook het slagveldtoerisme op gang. Walter Scott arriveerde in augustus en schreef ter plekke het gedicht The Field of Waterloo. Er verschenen gedetailleerde kaarten en sommige bezoekers kochten relikwieën. De exploitatie van de menselijke resten zelf bleef niet uit. Het uittrekken van tanden om valse gebitten mee samen te stellen die aan onwetenden werden verkocht, gaf aanleiding tot de term "Waterloo teeth". Ook zijn er aanwijzingen dat het gebeente decennialang werd geëxploiteerd. Beendermeel was in die tijd een gewilde meststof. Mogelijk is het gebeente van de dode mensen en paarden vanaf 1837 ook gebruikt als beenzwart door de suikerfabriek van Waterloo. Volgens Bernard Wilkin, Robin Schäfer en Tony Pollard werd tot 1860 beenderkool uit de massagraven gebruikt om suiker uit suikerbieten te zuiveren.

## Oorzaken van de Franse nederlaag

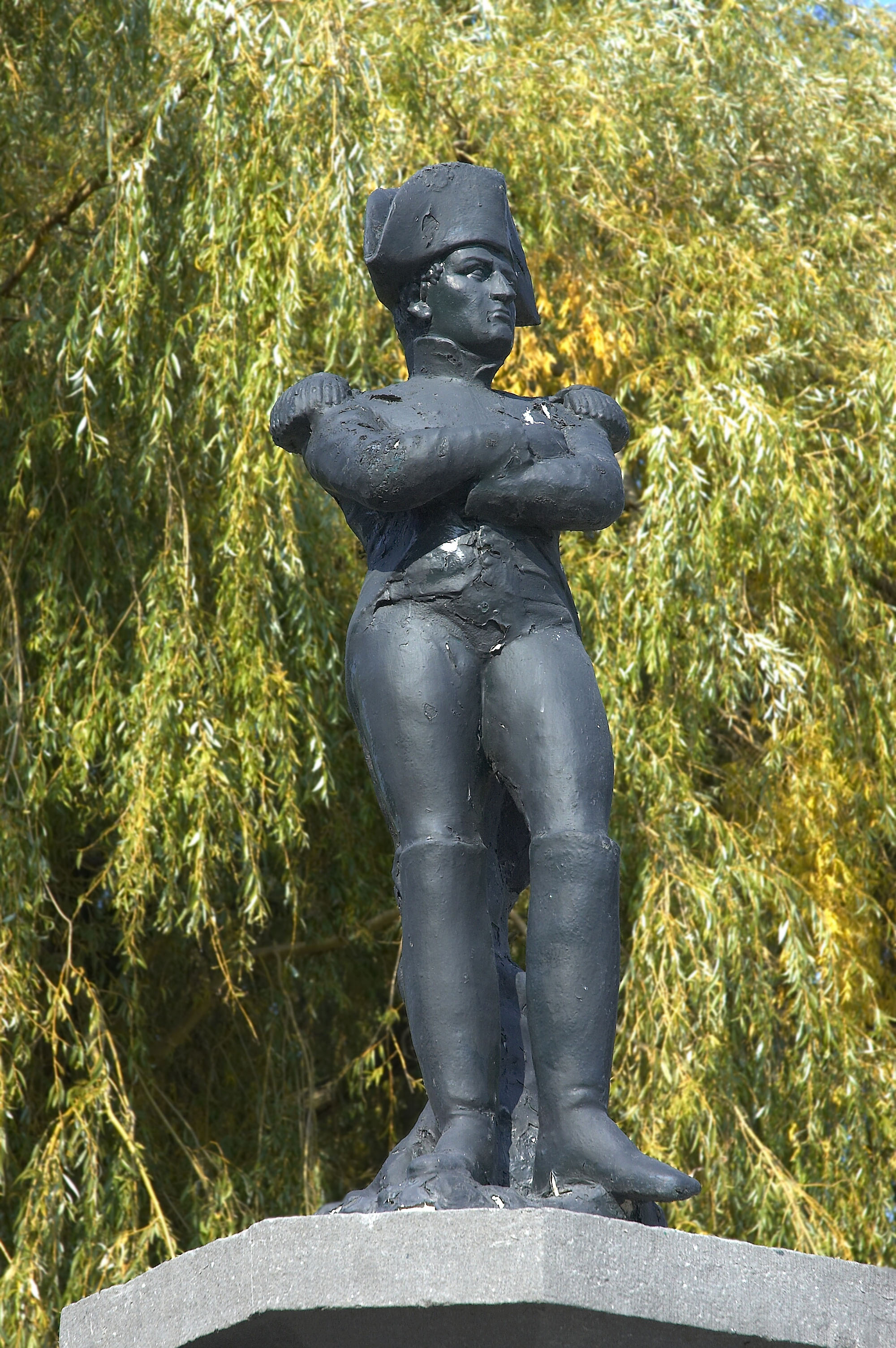
Bronzen standbeeld van Napoleon vlak bij de Leeuw van Waterloo, België

Vrijwel onmiddellijk na het einde van de slag begon de duiding ervan. Napoleon verklaarde zijn falen eerst als een gevolg van een plotse onverklaarbare paniek die het Franse leger rond acht uur 's-avonds bevangen zou hebben. Kennelijk had hij er geen oog voor dat zijn strijdmacht toen al in een hopeloze positie gebracht was. Wat later gaf hij Ney de schuld van de nederlaag. Dat deed hij ook in zijn memoires, hoewel de verantwoordelijkheid nu gedeeld moest worden met de Grouchy.
Latere historici hebben er vaak op gewezen dat hoewel die commandanten evident faalden in hun taak, Napoleon ze toch zelf voor die taak had uitgekozen. Ook in andere benoemingen was hij in 1815 nogal ongelukkig. Een zeer groot probleem voor Napoleon was dat zijn oude chef-staf, de geniale maarschalk Louis Alexandre Berthier die de veldtochten steeds met grote competentie georganiseerd had, in het voorjaar naar Duitsland vluchtte, waar hij op 1 juni onder verdachte omstandigheden omkwam. Diens vervanger werd maarschalk Nicolas Jean-de-Dieu Soult, een goed tactisch officier maar een die sinds 1794 geen stafwerk verricht had, hoewel er een veel vaardiger kandidaat beschikbaar was in de persoon van maarschalk Louis Nicolas Davout. Tegenstrijdige, traag doorgegeven en zelfs onleesbare bevelen zouden een belangrijke oorzaak zijn van de te langzame opmars bij Quatre-Bras en het ontsnappen van het Pruisische leger.
Historici hebben er vaak op gewezen dat Napoleon in de ochtend van 17 juni een grote kans liet liggen het geallieerde leger te verslaan. Toen de Pruisen terugtrokken, had hij met alle krachten onmiddellijk Wellington moeten aanvallen. De trage voortgang is vaak toegeschreven aan een gebrek aan energie bij Napoleon zelf, die op middelbare leeftijd gekomen niet meer de daadkracht zou hebben bezeten van zijn jonge jaren. Dit is ook in verband gebracht met allerlei vermoede lichamelijke en psychische kwalen zoals aambeien, een maagzweer, slapeloosheid en een depressie. Ook tijdens de slag zelf leek Napoleon niet al te scherp. Hij greep niet in toen ondergeschikten ernstige tactische fouten maakten zoals het verspillen van krachten aan Hougoumont, het onvoldoende met cavalerie dekken van de flanken van Erlon en het niet met infanterie ondersteunen van de cavaleriecharges door Ney.

## De Nederlandse veteranen
Een deel van de Nederlandse troepen, met name de Indische brigade was eigenlijk voor de strijd op Java bestemd geweest maar zij konden nog voor de afvaart naar de Zuidelijke Nederlanden worden gestuurd. Na de val van Napoleon werden de veteranen van Waterloo naar Java gestuurd waar zij de Java-oorlog konden winnen, zij het met veel moeite.
In 1817 werd aan alle Nederlandse militairen die deel hadden genomen aan de slag bij Waterloo en de bezetting van Parijs een gratificatie uitgedeeld. Echter ontvingen ze geen medaille, terwijl de Britten en de Duitse deelnemers wel medailles kregen. Het Nederlandse Zilveren Herdenkingskruis 1813-1815 werd pas in 1865 ingesteld. Het duurde tot de regeringsperiode van koningin Wilhelmina voor de laatste, inmiddels hoogbejaarde, veteranen een pensioentje toegekend kregen. De laatste Nederlandse veteraan stierf in 1896. Het kruis hangt tegenwoordig aan het vaandel van het Regiment Infanterie Oranje Gelderland.
In Nederland werd Waterloodag nog tot aan het einde van de 19e eeuw als nationale feestdag gevierd. Men kreeg vrij van het werk en er werden optochten, concerten en feesten georganiseerd, vooral in het Noorden van het Verenigd Koninkrijk der Nederlanden. Het enthousiasme nam na de Belgische Onafhankelijkheid af omdat het slagveld op Belgisch grondgebied lag. Men legde veel meer nadruk op het jaar 1813, het jaar van het begin van de Nederlandse onafhankelijkheid. In 1940 verdween de feestdag.

## Het slagveld vandaag
Het slagveld in Mont-Saint-Jean, 5 km ten zuiden van Waterloo werd al in 1914 tot beschermd landschap verklaard en is daarom nog grotendeels hetzelfde als 200 jaar geleden. De heuvel met de Leeuw van Waterloo is na de slag opgeworpen en biedt een mooi uitzicht over het slagveld. Het museum Mémorial 1815 en het Panorama van de Slag bij Waterloo liggen naast de leeuwenheuvel. De meeste hoeves zijn ook nog aanwezig zoals Hougoumont op de rechterflank van Wellington, de La Haye Sainte in het midden en Papelotte op de linkerflank.   Er staan vele monumenten voor alle strijdende partijen en zijn er musea in Waterloo, Ferme de Mont-Saint-Jean, Ligny en Genepiën.
Gezien het grote aantal gesneuvelde soldaten worden er weinig botten gevonden. Waarschijnlijk zijn de skeletten opgegraven voor gebruik in de suikerindustrie.

## Herdenkingsmunten
Ter gelegenheid van de 200ste herdenking in 2015 van de Slag bij Waterloo wilde de Koninklijke Munt van België een herdenkingsmunt uitbrengen van 2 euro. Na protest van Frankrijk, waar de nederlaag te Waterloo nog altijd gevoelig ligt, werd afgezien van dit idee. Er waren echter reeds 175.000 exemplaren van de munt geslagen, die vernietigd moesten worden, een schadepost van ongeveer vijftigduizend euro. Er werd een nieuwe munt geslagen met dezelfde afbeelding, maar met een waarde van 2,5 euro en in een oplage van 100.000 exemplaren. Omdat deze munt alleen in België als wettig betaalmiddel geldt, kon Frankrijk er geen bezwaar tegen maken.
Ook in Nederland heeft de Koninklijke Nederlandse Munt in 2015 in opdracht van het Ministerie van Financiën een herdenkingsmunt met een nominale waarde van 5 euro geslagen, het 'Waterloo Vijfje'. Op de voorzijde van de munt staat een steek, het hoofddeksel van de Prins van Oranje die te Waterloo gewond raakte, ontworpen door de kunstenaar Marjolein Rothman. Op de keerzijde staat de beeltenis van koning Willem-Alexander.
In Nederland werd ook een gouden 'Waterloo Tientje' uitgegeven.